# Llista de topònims de Subirats
Llista de topònims (noms propis de lloc) del municipi de Subirats, a l'Alt Penedès
Informació actualitzada per un bot. Els canvis manuals es perdran quan s'actualitzi!

## arbre singular
| imatge | Nom               | Ubicat a | instància de   | Detalls                                                                           | coordenades | Protecció        | Commons (més fotos) | Dades a WD                    |
| ------ | ----------------- | -------- | -------------- | --------------------------------------------------------------------------------- | --- | ---------------- | ------------------- | ----------------------------- |
|        | alzina de Can Ros | Subirats | arbre singular | Taxon: alzina (Quercus ilex) Estat: mort Ample: 20.3m Alt: 14.5m Perímetre: 4.35m | 41° 24′ 12″ N, 1° 49′ 01″ E / 41.40319900354257°N,1.8168475339589425°E ca:Sobre uns camps de conreu prop de la masia de Can Ros         | arbre monumental | Alzina de Can Ros   | Modifica les dades a Wikidata |
|        | pi de la Salada   | Subirats | arbre singular |                                                                                   | 41° 24′ 53″ N, 1° 45′ 14″ E / 41.41473°N,1.75398°E ca:Al Nord de Can Bas, molt a prop de la masia de la Salada, al torrent de la Salada |                  |                     | Modifica les dades a Wikidata |

## assentament humà
| imatge | Nom        | Ubicat a                       | instància de           | Detalls | coordenades                                                                              | Protecció | Commons (més fotos)      | Dades a WD                    |
| ------ | ---------- | ------------------------------ | ---------------------- | ------- | ---------------------------------------------------------------------------------------- | --------- | ------------------------ | ----------------------------- |
|        | Cantallops | Subirats Avinyonet del Penedès | assentament humà poble |         | 41° 22′ 04″ N, 1° 48′ 00″ E / 41.36766111°N,1.80003889°E ca:08792 AVINYONET DEL PENEDÈS. |           | Cantallops (Alt Penedès) | Modifica les dades a Wikidata |
|        | els Rocs   | Subirats                       | assentament humà       |         | 41° 23′ 10″ N, 1° 45′ 58″ E / 41.38611111°N,1.76611111°E Lavern 214 msnm                 |           | Els Rocs (Subirats)      | Modifica les dades a Wikidata |

## barraca de vinya
| imatge | Nom                                          | Ubicat a | instància de     | Detalls         | coordenades | Protecció | Commons (més fotos)                           | Dades a WD                    |
| ------ | -------------------------------------------- | -------- | ---------------- | --------------- | --- | --------- | --------------------------------------------- | ----------------------------- |
|        | Barraca A-01                                 | Subirats | barraca de vinya |                 | 41° 23′ 19″ N, 1° 47′ 14″ E / 41.38866860295615°N,1.7871135701766243°E                                                                             |           | Barraca A-01 (Subirats)                       | Modifica les dades a Wikidata |
|        | Barraca A-02                                 | Subirats | barraca de vinya |                 | 41° 23′ 17″ N, 1° 47′ 16″ E / 41.387955942741435°N,1.7877592075357722°E                                                                            |           | Barraca A-02 (Subirats)                       | Modifica les dades a Wikidata |
|        | Barraca A-03                                 | Subirats | barraca de vinya |                 | 41° 23′ 19″ N, 1° 47′ 17″ E / 41.38850715497877°N,1.7881139612243742°E                                                                             |           | Barraca A-03 (Subirats)                       | Modifica les dades a Wikidata |
|        | Barraca A-05                                 | Subirats | barraca de vinya |                 | 41° 23′ 21″ N, 1° 47′ 33″ E / 41.38926251211284°N,1.7926349495080156°E                                                                             |           | Barraca A-05 (Subirats)                       | Modifica les dades a Wikidata |
|        | Barraca A-06                                 | Subirats | barraca de vinya |                 | 41° 23′ 25″ N, 1° 47′ 37″ E / 41.39034108894803°N,1.7935645747374°E                                                                                |           | Barraca A-06 (Subirats)                       | Modifica les dades a Wikidata |
|        | Barraca A-07                                 | Subirats | barraca de vinya |                 | 41° 23′ 09″ N, 1° 47′ 33″ E / 41.38575732791378°N,1.7926361023363335°E                                                                             |           | Barraca A-07 (Subirats)                       | Modifica les dades a Wikidata |
|        | Barraca A-08                                 | Subirats | barraca de vinya |                 | 41° 23′ 20″ N, 1° 47′ 45″ E / 41.38880564530636°N,1.795728280004383°E                                                                              |           | Barraca A-08 (Subirats)                       | Modifica les dades a Wikidata |
|        | Barraca A-10                                 | Subirats | barraca de vinya |                 | 41° 23′ 20″ N, 1° 47′ 53″ E / 41.38879°N,1.79816°E ca:En un camí que porta a un camp de vinya, prop de la Hípica de Sant Pau d'Ordal.              |           | Barraca A-10 (Subirats)                       | Modifica les dades a Wikidata |
|        | Barraca A-14                                 | Subirats | barraca de vinya |                 | 41° 23′ 30″ N, 1° 48′ 10″ E / 41.39175291116751°N,1.8028082766455489°E                                                                             |           |                                               | Modifica les dades a Wikidata |
|        | Barraca A-15                                 | Subirats | barraca de vinya |                 | 41° 23′ 28″ N, 1° 48′ 20″ E / 41.39098254151704°N,1.805513138002813°E                                                                              |           |                                               | Modifica les dades a Wikidata |
|        | Barraca A-17                                 | Subirats | barraca de vinya |                 | 41° 23′ 26″ N, 1° 47′ 16″ E / 41.3906808236543°N,1.7876775774229436°E                                                                              |           |                                               | Modifica les dades a Wikidata |
|        | Barraca A11 / Barraca del Turó de la Guàrdia | Subirats | barraca de vinya | Alt: 2.6m       | 41° 23′ 19″ N, 1° 47′ 58″ E / 41.38848°N,1.79934°E ca:En una terrassa abandonada sobre el camí que des de Sant Pau d'Ordal va a Can Mata del Racó. |           | Barraca del Turó de la Guàrdia                | Modifica les dades a Wikidata |
|        | Barraca A12 / Barraca de Pau Duran           | Subirats | barraca de vinya |                 | 41° 23′ 15″ N, 1° 47′ 59″ E / 41.38754°N,1.79965°E ca:Al marge d'un camp de vinya sota el camí que de Sant Pau d'Ordal va a Can Mata del Racó      |           | Barraca A-12 (Subirats)                       | Modifica les dades a Wikidata |
|        | Barraca A13 / Barraca de Cal Mariano         | Subirats | barraca de vinya |                 | 41° 23′ 14″ N, 1° 48′ 05″ E / 41.3873°N,1.80138°E ca:En un camp de vinya entre el cementiri de Sant Pau d'Ordal i Can Mata del Racó.               |           | Barraca A-13 (Subirats)                       | Modifica les dades a Wikidata |
|        | Barraca B-01                                 | Subirats | barraca de vinya |                 | 41° 24′ 26″ N, 1° 46′ 56″ E / 41.40731227947767°N,1.7822773464845092°E                                                                             |           | Barraca B-01 (Subirats)                       | Modifica les dades a Wikidata |
|        | Barraca B-10                                 | Subirats | barraca de vinya |                 | 41° 24′ 03″ N, 1° 47′ 45″ E / 41.40093°N,1.79586°E ca:A la urbanització Can Rossell                                                                |           | Barraca B-10 (Subirats)                       | Modifica les dades a Wikidata |
|        | Barraca B-11                                 | Subirats | barraca de vinya |                 | 41° 23′ 55″ N, 1° 47′ 44″ E / 41.39869°N,1.79542°E ca:A 400 m al S de la urbanització de Can Rossell per camí des del carrer Castell               |           | Barraca B-11 (Subirats)                       | Modifica les dades a Wikidata |
|        | Barraca B-12                                 | Subirats | barraca de vinya |                 | 41° 23′ 57″ N, 1° 47′ 48″ E / 41.3993°N,1.7967°E ca:A 350 m al S de la urbanització de Can Rossell per camí des del carrer Castell                 |           |                                               | Modifica les dades a Wikidata |
|        | Barraca B-13                                 | Subirats | barraca de vinya |                 | 41° 23′ 55″ N, 1° 47′ 51″ E / 41.39848°N,1.79755°E ca:A 400 m al S de la urbanització de Can Rossell per camí des del carrer Castell               |           | Barraca B-13 (Subirats)                       | Modifica les dades a Wikidata |
|        | Barraca B-18                                 | Subirats | barraca de vinya | Alt: 2.3m       | 41° 24′ 14″ N, 1° 47′ 56″ E / 41.40394444444444°N,1.7989166666666667°E ca:A 400 m al NE de la urb. Can Rossell per camí. 354 msnm                  |           | Barraca B-18 (Subirats)                       | Modifica les dades a Wikidata |
|        | Barraca B-20                                 | Subirats | barraca de vinya |                 | 41° 24′ 07″ N, 1° 48′ 07″ E / 41.40208°N,1.80207°E ca:A 130 al S de la cruïlla del camí del Subirat Parent amb carretera de la urb. Can Rossell    |           | Barraca B-20, Subirats                        | Modifica les dades a Wikidata |
|        | Barraca B-21                                 | Subirats | barraca de vinya | 1899            | 41° 24′ 10″ N, 1° 48′ 14″ E / 41.40271°N,1.8039°E ca:A 250 m al SE de la cruïlla del camí del Subirat Parent amb carretera de la urb. Can Rossell  |           | Barraca B-21, Subirats                        | Modifica les dades a Wikidata |
|        | Barraca B-22                                 | Subirats | barraca de vinya |                 | 41° 24′ 07″ N, 1° 48′ 19″ E / 41.40205°N,1.80535°E ca:A 450 m al SE de la cruïlla del camí del Subirat Parent amb carretera de la urb. Can Rossell |           | Barraca B-22, Subirats                        | Modifica les dades a Wikidata |
|        | Barraca B-23 / Barraca de Can Llopart        | Subirats | barraca de vinya |                 | 41° 24′ 24″ N, 1° 48′ 26″ E / 41.40668°N,1.80713°E ca:A 400 m. a l'est de la masia semiderruïda de Cal Lluís.                                      |           | Barraca de Can Llopart                        | Modifica les dades a Wikidata |
|        | Barraca C-06                                 | Subirats | barraca de vinya |                 | 41° 24′ 19″ N, 1° 48′ 57″ E / 41.40532°N,1.81582°E ca:En un camp de vinya al costat del camí de Can Vidal a Can Ros.                               |           | Barraca C-06 (Subirats)                       | Modifica les dades a Wikidata |
|        | Barraca C-07                                 | Subirats | barraca de vinya |                 | 41° 24′ 21″ N, 1° 49′ 06″ E / 41.40588°N,1.81832°E ca:En un camp de vinya al costat del camí de Can Vidal a Can Ros.                               |           | Barraca C-07 (Subirats)                       | Modifica les dades a Wikidata |
|        | Barraca C-09                                 | Subirats | barraca de vinya |                 | 41° 24′ 13″ N, 1° 48′ 53″ E / 41.40368°N,1.81478°E ca:En un camp de conreu desviant-se a l'esquerra del camí que de Can Vidal va a Can Ros.        |           |                                               | Modifica les dades a Wikidata |
|        | Barraca C-10                                 | Subirats | barraca de vinya |                 | 41° 24′ 10″ N, 1° 48′ 57″ E / 41.40266°N,1.81586°E ca:En un camp de conreu desviant-se a l'esquerra del camí que va de Can Vidal a Can Ros.        |           | Barraca C-10 (Subirats)                       | Modifica les dades a Wikidata |
|        | Barraca C-15                                 | Subirats | barraca de vinya |                 | 41° 23′ 29″ N, 1° 48′ 34″ E / 41.39141302114166°N,1.809500463987044°E                                                                              |           | Barraca C-15 (Subirats)                       | Modifica les dades a Wikidata |
|        | Barraca C-16                                 | Subirats | barraca de vinya |                 | 41° 23′ 31″ N, 1° 48′ 38″ E / 41.39199622144887°N,1.8104502110994063°E                                                                             |           | Barraca C-16 (Subirats)                       | Modifica les dades a Wikidata |
|        | Barraca C-17                                 | Subirats | barraca de vinya |                 | 41° 23′ 28″ N, 1° 48′ 43″ E / 41.39116919776468°N,1.8120406842799883°E                                                                             |           | Barraca C-17 (Subirats)                       | Modifica les dades a Wikidata |
|        | Barraca D-05                                 | Subirats | barraca de vinya |                 | 41° 23′ 05″ N, 1° 49′ 32″ E / 41.38462826404447°N,1.8256609106014368°E                                                                             |           | Barraca D-05 (Subirats)                       | Modifica les dades a Wikidata |
|        | Barraca D-07 / Cb-20                         | Subirats | barraca de vinya |                 | 41° 23′ 04″ N, 1° 50′ 06″ E / 41.38434°N,1.83501°E ca:Fondo dels Vidriers. Ruta 4 del Vi (Subirats). A 1000 m al S de la N-340 per camí.           |           | Barraca D-07 (Subirats)                       | Modifica les dades a Wikidata |
|        | Barraca D-08 / Cb-19 /De Cal Rebaixí         | Subirats | barraca de vinya |                 | 41° 23′ 07″ N, 1° 50′ 06″ E / 41.3853°N,1.835°E ca:Fondo dels Vidriers. Ruta 4 del Vi (Subirats). A 800 m al S de la N-340 per camí.               |           | Barraca D-08 (Subirats)                       | Modifica les dades a Wikidata |
|        | Barraca D-09 / Cb-17                         | Subirats | barraca de vinya |                 | 41° 23′ 13″ N, 1° 50′ 04″ E / 41.38687°N,1.83451°E ca:Fondo dels Vidriers. Ruta 4 del Vi (Subirats). A 600 m al S de la N-340 per camí.            |           | Barraca D-09 (Subirats)                       | Modifica les dades a Wikidata |
|        | Barraca E-02                                 | Subirats | barraca de vinya |                 | 41° 23′ 54″ N, 1° 50′ 01″ E / 41.39844°N,1.83365°E ca:En uns marges de vinya abandonats, al nord-oest de Can Ravella, a Ordal.                     |           |                                               | Modifica les dades a Wikidata |
|        | Barraca E-04                                 | Subirats | barraca de vinya |                 | 41° 23′ 55″ N, 1° 50′ 07″ E / 41.39855°N,1.83535°E ca:Al marge esquerre d'un camí al nord de Can Ravella (Ordal)                                   |           | Barraca E-04 (Subirats)                       | Modifica les dades a Wikidata |
|        | Barraca E-05 / La-25                         | Subirats | barraca de vinya |                 | 41° 24′ 05″ N, 1° 50′ 12″ E / 41.40139°N,1.83665°E ca:Prop d'un camí que des de Can Ravella (Ordal) s'enfila al nord cap a les Serres d'Ordal      |           |                                               | Modifica les dades a Wikidata |
|        | Barraca E-09 / La-12                         | Subirats | barraca de vinya |                 | 41° 24′ 04″ N, 1° 50′ 46″ E / 41.40103°N,1.84618°E ca:En un bosc a les serres d'Ordal, proper al nucli de Can Rial, desviant-se del GR-5           |           |                                               | Modifica les dades a Wikidata |
|        | Barraca E-10 / La-10                         | Subirats | barraca de vinya |                 | 41° 24′ 11″ N, 1° 50′ 50″ E / 41.40311°N,1.84713°E ca:En un bosc a les serres d'Ordal, proper al nucli de Can Rial, desviant-se del GR-5           |           |                                               | Modifica les dades a Wikidata |
|        | Barraca E-16                                 | Subirats | barraca de vinya |                 | 41° 23′ 59″ N, 1° 49′ 58″ E / 41.39959°N,1.83269°E ca:En un marge de vinya abandonat, al sector nord-oest de Can Ravella, a Ordal.                 |           |                                               | Modifica les dades a Wikidata |
|        | Barraca E-17 / La-28                         | Subirats | barraca de vinya |                 | 41° 23′ 52″ N, 1° 50′ 16″ E / 41.39777°N,1.83774°E ca:A 300 m al NE de Can Ravella                                                                 |           | Barraca E-17 (Subirats)                       | Modifica les dades a Wikidata |
|        | Barraca F-06 / Cb-06                         | Subirats | barraca de vinya |                 | 41° 23′ 20″ N, 1° 50′ 49″ E / 41.38891°N,1.84702°E ca:Fondo de la Romunga o del Peró, prop del corral homònim                                      |           |                                               | Modifica les dades a Wikidata |
|        | Barraca F-10 / Cb-34                         | Subirats | barraca de vinya |                 | 41° 23′ 39″ N, 1° 50′ 47″ E / 41.39427°N,1.84626°E ca:Carrer Sant Esteve (Ordal)                                                                   |           | Barraca F-10 (Subirats)                       | Modifica les dades a Wikidata |
|        | Barraca F-12 / Cb-13                         | Subirats | barraca de vinya |                 | 41° 23′ 31″ N, 1° 50′ 51″ E / 41.39197°N,1.84743°E ca:A 150 m a l'E de la depuradora d'Ordal                                                       |           |                                               | Modifica les dades a Wikidata |
|        | Barraca G-03                                 | Subirats | barraca de vinya |                 | 41° 24′ 04″ N, 1° 51′ 11″ E / 41.40104722063995°N,1.853007602093498°E                                                                              |           | Barraca G-03 (Subirats)                       | Modifica les dades a Wikidata |
|        | Barraca G-07                                 | Subirats | barraca de vinya |                 | 41° 24′ 03″ N, 1° 51′ 22″ E / 41.40074027063349°N,1.856072814189212°E                                                                              |           | Barraca G-07 (Subirats)                       | Modifica les dades a Wikidata |
|        | Barraca G-08                                 | Subirats | barraca de vinya |                 | 41° 24′ 06″ N, 1° 51′ 25″ E / 41.40170017248734°N,1.8569738143190135°E                                                                             |           | Barraca G-08 (Subirats)                       | Modifica les dades a Wikidata |
|        | Barraca G-12                                 | Subirats | barraca de vinya |                 | 41° 24′ 07″ N, 1° 51′ 36″ E / 41.40189072100119°N,1.8599608304967792°E                                                                             |           | Barraca G-12 (Subirats)                       | Modifica les dades a Wikidata |
|        | Barraca G-39 / Em-37                         | Subirats | barraca de vinya |                 | 41° 23′ 48″ N, 1° 51′ 27″ E / 41.39661°N,1.85758°E ca:A 300 m. a l'est del nucli d'Ordal                                                           |           | Barraca G-39 (Subirats)                       | Modifica les dades a Wikidata |
|        | Barraca G-40 / Em-36                         | Subirats | barraca de vinya |                 | 41° 23′ 51″ N, 1° 51′ 31″ E / 41.39741°N,1.8587°E ca:A 300 m. a l'est del nucli d'Ordal                                                            |           | Barraca G-40 (Subirats)                       | Modifica les dades a Wikidata |
|        | Barraca G-41 / Em-38                         | Subirats | barraca de vinya |                 | 41° 23′ 47″ N, 1° 51′ 32″ E / 41.39629°N,1.85878°E ca:A 300 m. a l'est del nucli d'Ordal                                                           |           | Barraca G-41 (Subirats)                       | Modifica les dades a Wikidata |
|        | Barraca G-42 / Em-39                         | Subirats | barraca de vinya |                 | 41° 23′ 46″ N, 1° 51′ 42″ E / 41.39614°N,1.86174°E ca:A 700 m. a l'est del nucli d'Ordal                                                           |           | Barraca G-42 (Subirats)                       | Modifica les dades a Wikidata |
|        | Barraca Vinyes de Broja                      | Subirats | barraca de vinya |                 | 41° 23′ 28″ N, 1° 50′ 04″ E / 41.39099°N,1.83453°E ca:En un marge de vinya prop del barri de la Capella, a Ordal.                                  |           | Barraca D-11 (Subirats)                       | Modifica les dades a Wikidata |
|        | Barraca de la Pepeta                         | Subirats | barraca de vinya |                 | 41° 22′ 54″ N, 1° 48′ 31″ E / 41.38171495231791°N,1.8086675077139505°E                                                                             |           | Barraca A-16 (Subirats)                       | Modifica les dades a Wikidata |
|        | barraca d'en Clix                            | Subirats | barraca de vinya |                 | 41° 23′ 26″ N, 1° 47′ 55″ E / 41.39064°N,1.7987°E ca:Adossada a un marge de vinya, a la zona compresa entre Can Mata del Racó i La Guàrdia         |           | Barraca A-09 (Subirats)                       | Modifica les dades a Wikidata |
|        | barraca d'en Jaume Sala                      | Subirats | barraca de vinya |                 | 41° 23′ 54″ N, 1° 47′ 00″ E / 41.39846853245998°N,1.7833208976382189°E                                                                             |           | Barraca B-03 (Subirats)                       | Modifica les dades a Wikidata |
|        | barraca d'en Josep Cuscó                     | Subirats | barraca de vinya |                 | 41° 23′ 53″ N, 1° 47′ 05″ E / 41.398121016470995°N,1.7845951048318744°E                                                                            |           | Barraca B-04 (Subirats)                       | Modifica les dades a Wikidata |
|        | barraca d'en Mariano                         | Subirats | barraca de vinya |                 | 41° 23′ 30″ N, 1° 47′ 48″ E / 41.39161°N,1.79672°E ca:A 600 metres al Nord de la Guàrdia, en un camp de vinya                                      |           | Barraca B-14 (Subirats)                       | Modifica les dades a Wikidata |
|        | barraca d'en Sendu                           | Subirats | barraca de vinya |                 | 41° 24′ 06″ N, 1° 47′ 40″ E / 41.4017°N,1.79447°E ca:A 100 m a l'oest de la urb. de Can Rossell des del passatge que comença al carrer dels Ceps   |           | Barraca B-05 (Subirats)                       | Modifica les dades a Wikidata |
|        | barraca de Ca l'Anton Xim                    | Subirats | barraca de vinya |                 | 41° 23′ 02″ N, 1° 49′ 52″ E / 41.38393°N,1.83105°E ca:Fondo dels Vidriers. Ruta 4 del Vi (Subirats). A 1300 m al S de la N-340 per camí.           |           | Barraca D-06 (Subirats)                       | Modifica les dades a Wikidata |
|        | barraca de Cal Balanyà                       | Subirats | barraca de vinya |                 | 41° 24′ 05″ N, 1° 51′ 26″ E / 41.40129084954844°N,1.8571583109711765°E                                                                             |           | Barraca G-09 (Subirats)                       | Modifica les dades a Wikidata |
|        | barraca de Cal Benc                          | Subirats | barraca de vinya |                 | 41° 23′ 51″ N, 1° 50′ 05″ E / 41.39739°N,1.83467°E ca:Al marge esquerre d'un camí al nord de Can Ravella (Ordal)                                   |           | Barraca E-03 (Subirats)                       | Modifica les dades a Wikidata |
|        | barraca de Cal Jan                           | Subirats | barraca de vinya |                 | 41° 23′ 40″ N, 1° 50′ 46″ E / 41.39442°N,1.84611°E ca:Carrer Sant Esteve (Ordal)                                                                   |           | Barraca F-09 (Subirats)                       | Modifica les dades a Wikidata |
|        | barraca de Cal Jaumetó                       | Subirats | barraca de vinya |                 | 41° 23′ 47″ N, 1° 51′ 19″ E / 41.3965°N,1.85537°E ca:Uns metres a l'est de l'extrem urbanitzat d'Ordal                                             |           | Barraca G-38 (Subirats)                       | Modifica les dades a Wikidata |
|        | barraca de Cal Justino a Savall              | Subirats | barraca de vinya |                 | 41° 23′ 37″ N, 1° 47′ 04″ E / 41.39365°N,1.78441°E ca:En un camp de vinya prop del camí entre Cal Justino i Savall                                 |           | Barraca B-6 (Subirats)                        | Modifica les dades a Wikidata |
|        | barraca de Cal Lluís                         | Subirats | barraca de vinya | 1900 Alt: 2.35m | 41° 24′ 18″ N, 1° 48′ 06″ E / 41.40488623684572°N,1.801564790081999°E ca:A 300 m al SO de la masia de Can Llopart per camí. 360 msnm               |           | Barraca de Cal Lluís                          | Modifica les dades a Wikidata |
|        | barraca de Cal Marino                        | Subirats | barraca de vinya |                 | 41° 24′ 04″ N, 1° 51′ 38″ E / 41.40112299981166°N,1.8605400946306925°E                                                                             |           | Barraca G-13 (Subirats)                       | Modifica les dades a Wikidata |
|        | barraca de Cal Maristany                     | Subirats | barraca de vinya |                 | 41° 23′ 46″ N, 1° 47′ 01″ E / 41.3962°N,1.78352°E ca:En un camp de vinya, força allunyada del camí que de Cal Justino va a Savall.                 |           |                                               | Modifica les dades a Wikidata |
|        | barraca de Cal Quimet de Cal Ton del Ros     | Subirats | barraca de vinya |                 | 41° 23′ 26″ N, 1° 50′ 03″ E / 41.39051°N,1.83423°E ca:A 300 m al SE de la capella de Sant Sebastià per camí.                                       |           | Barraca D-10 (Subirats)                       | Modifica les dades a Wikidata |
|        | barraca de Cal Rei                           | Subirats | barraca de vinya |                 | 41° 23′ 22″ N, 1° 50′ 09″ E / 41.38954°N,1.83574°E ca:En un marge elevat sobre un terreny erm (zona la Capella, a Ordal)                           |           | Barraca D-12 (Subirats)                       | Modifica les dades a Wikidata |
|        | barraca de Jaume Sala                        | Subirats | barraca de vinya |                 | 41° 23′ 48″ N, 1° 46′ 56″ E / 41.39661°N,1.78222°E ca:Al marge d'un camp de vinya situat a l'esquerra del camí entre Cal Maristany i Can Bou       |           |                                               | Modifica les dades a Wikidata |
|        | barraca de la Cova Miserachs I               | Subirats | barraca de vinya |                 | 41° 23′ 21″ N, 1° 47′ 59″ E / 41.3892°N,1.79981°E ca:En una vinya entre les Cases de la Guàrdia i Can Mata del Racó, sota la Cova Miserachs        |           | Barraca de la Cova de Miserachs I (Subirats   | Modifica les dades a Wikidata |
|        | barraca de la Cova Miserachs II              | Subirats | barraca de vinya |                 | 41° 23′ 21″ N, 1° 47′ 56″ E / 41.38905°N,1.79895°E ca:A 400 metres a l'oest de Can Mata del Racó, prop de la Cova Miserachs                        |           | Barraca de la Cova de Miserachs II (Subirats) | Modifica les dades a Wikidata |
|        | barraca de la Guàrdia                        | Subirats | barraca de vinya |                 | 41° 23′ 19″ N, 1° 47′ 30″ E / 41.38855°N,1.79166°E ca:Camp de vinyes al N del barri de La Guàrdia, a Sant Pau d'Ordal                              |           | Barraca de la Guàrdia (Subirats)              | Modifica les dades a Wikidata |
|        | barraca del Cacuero                          | Subirats | barraca de vinya |                 | 41° 24′ 00″ N, 1° 51′ 36″ E / 41.400009409863955°N,1.8600865309916024°E                                                                            |           | Barraca G-29 (Subirats)                       | Modifica les dades a Wikidata |
|        | barraca del Camildu                          | Subirats | barraca de vinya |                 | 41° 23′ 57″ N, 1° 51′ 37″ E / 41.39927809967089°N,1.860413062339473°E                                                                              |           | Barraca G-30 (Subirats)                       | Modifica les dades a Wikidata |
|        | barraca del Jeroni                           | Subirats | barraca de vinya |                 | 41° 23′ 58″ N, 1° 51′ 07″ E / 41.39947796173453°N,1.852077939048466°E                                                                              |           | Barraca G-01 (Subirats)                       | Modifica les dades a Wikidata |
|        | barraca del Joanet de Cal Marino             | Subirats | barraca de vinya |                 | 41° 24′ 08″ N, 1° 51′ 42″ E / 41.40218871240725°N,1.8616777472706572°E                                                                             |           | Barraca G-15 (Subirats)                       | Modifica les dades a Wikidata |
|        | barraca del Pepet del Pla                    | Subirats | barraca de vinya |                 | 41° 24′ 03″ N, 1° 51′ 16″ E / 41.400784994098274°N,1.854317743216198°E                                                                             |           | Barraca G-04 (Subirats)                       | Modifica les dades a Wikidata |
|        | barraca del Pujol                            | Subirats | barraca de vinya |                 | 41° 24′ 53″ N, 1° 48′ 44″ E / 41.41472005953988°N,1.812214134861705°E                                                                              |           | Barraca del Pujol (Subirats)                  | Modifica les dades a Wikidata |
|        | barraca del Sadurní del Manuel               | Subirats | barraca de vinya |                 | 41° 23′ 59″ N, 1° 51′ 12″ E / 41.39970845249948°N,1.8533840580430925°E                                                                             |           | Barraca G-02 (Subirats)                       | Modifica les dades a Wikidata |

## cabana
| imatge | Nom               | Ubicat a | instància de | Detalls | coordenades                                                         | Protecció | Commons (més fotos) | Dades a WD                    |
| ------ | ----------------- | -------- | ------------ | ------- | ------------------------------------------------------------------- | --------- | ------------------- | ----------------------------- |
|        | cabana del Bosc   | Subirats | cabana       |         | 41° 24′ 05″ N, 1° 48′ 57″ E / 41.4012899978905°N,1.81594886291892°E |           |                     | Modifica les dades a Wikidata |
|        | cabana del Fuster | Subirats | cabana       |         | 41° 23′ 01″ N, 1° 50′ 55″ E / 41.383526610531°N,1.84870581003786°E  |           |                     | Modifica les dades a Wikidata |
|        | cabana del Vicenç | Subirats | cabana       |         | 41° 24′ 59″ N, 1° 50′ 02″ E / 41.4162636801746°N,1.83392457762383°E |           |                     | Modifica les dades a Wikidata |

## carrer
| imatge | Nom                        | Ubicat a         | instància de                      | Detalls                                                | coordenades                                                                                               | Protecció                                  | Commons (més fotos)                  | Dades a WD                    |
| ------ | -------------------------- | ---------------- | --------------------------------- | ------------------------------------------------------ | --- | ------------------------------------------ | ------------------------------------ | ----------------------------- |
|        | Carrer Nou de Can Cartró   | Subirats         | carrer                            | Estil: arquitectura popular 20th century Estat: malmès | 41° 23′ 50″ N, 1° 44′ 36″ E / 41.397261°N,1.743336°E ca:A 450 m a l'est del nucli de Can Cartró           | bé integrant del patrimoni cultural català | Carrer Nou de Can Cartró             | Modifica les dades a Wikidata |
|        | carrer de Can Rovira       | Subirats         | carrer                            | Estil: arquitectura popular                            | 41° 22′ 40″ N, 1° 47′ 40″ E / 41.377903°N,1.794544°E ca:Prop de Can Rovira, al sud de Sant Pau d'Ordal    | bé integrant del patrimoni cultural català | Carrer de Can Rovira                 | Modifica les dades a Wikidata |
|        | carrer de Can Sala         | Subirats         | carrer                            | Estil: arquitectura popular                            | 41° 23′ 21″ N, 1° 48′ 49″ E / 41.38905°N,1.81358°E ca:Al N del barri del Pago                             | bé integrant del patrimoni cultural català | Carrer de Can Sala (Subirats)        | Modifica les dades a Wikidata |
|        | carrer de la Font          | Subirats         | carrer                            | Estil: arquitectura popular                            | 41° 23′ 07″ N, 1° 47′ 49″ E / 41.385259°N,1.79692°E ca:Al nord del nucli, a l'altra banda de la carretera | bé integrant del patrimoni cultural català | Carrer de la Font (Sant Pau d'Ordal) | Modifica les dades a Wikidata |
|        | carrer del Comte de Lavern | Subirats         | carrer                            | Estil: arquitectura popular 19th century               | 41° 23′ 25″ N, 1° 46′ 22″ E / 41.390363°N,1.772665°E ca:Lavern                                            | bé integrant del patrimoni cultural català | Carrer del Comte de Lavern           | Modifica les dades a Wikidata |
|        | carrer del Doctor Zamenhof | Sant Pau d’Ordal | carrer objecte Zamenhof-Esperanto | Anomenat per: Ludwik Lejzer Zamenhof                   | 41° 22′ 59″ N, 1° 47′ 38″ E / 41.383148°N,1.793802°E                                                      |                                            |                                      | Modifica les dades a Wikidata |

## casa
| imatge | Nom                     | Ubicat a | instància de | Detalls                          | coordenades | Protecció                                  | Commons (més fotos)     | Dades a WD                    |
| ------ | ----------------------- | -------- | ------------ | -------------------------------- | --- | ------------------------------------------ | ----------------------- | ----------------------------- |
|        | Cal Figueres            | Subirats | casa         | Estil: arquitectura popular 1699 | 41° 24′ 37″ N, 1° 48′ 40″ E / 41.410285°N,1.811103°E ca:Al nucli urbà dels Casots                                                              | bé integrant del patrimoni cultural català | Cal Figueres (Subirats) | Modifica les dades a Wikidata |
|        | Cal Gallego             | Subirats | casa         | 20th century                     | 41° 24′ 42″ N, 1° 47′ 56″ E / 41.41176°N,1.79901°E ca:En un camí asfaltat que es desvia a la dreta de la carretera BV-2154, al nord del terme. |                                            |                         | Modifica les dades a Wikidata |
|        | Can Massana de la Plaça | Subirats | casa         | 16th century                     | 41° 23′ 23″ N, 1° 52′ 36″ E / 41.38963°N,1.87659°E ca:Plaça de l'església (Sant Pau d'Ordal)                                                   |                                            |                         | Modifica les dades a Wikidata |

## creu de terme
| imatge | Nom                          | Ubicat a | instància de  | Detalls                                  | coordenades                                                                                                | Protecció                                            | Commons (més fotos)            | Dades a WD                    |
| ------ | ---------------------------- | -------- | ------------- | ---------------------------------------- | --- | ---------------------------------------------------- | ------------------------------ | ----------------------------- |
|        | Creu Trencada                | Subirats | creu de terme | Estil: arquitectura popular 20th century | 41° 25′ 33″ N, 1° 48′ 01″ E / 41.425944°N,1.800214°E ca:Ctra. de Sant Sadurní a Gelida 158 msnm            | bé integrant del patrimoni cultural català           | Creu Trencada (Subirats)       | Modifica les dades a Wikidata |
|        | creu de Sant Isidre          | Subirats | creu de terme | Estil: arquitectura popular              | 41° 23′ 04″ N, 1° 47′ 56″ E / 41.38456°N,1.798978°E ca:Sortida de Sant Pau d'Ordal en direcció a la N-340. | bé integrant del patrimoni cultural català           | Creu de Sant Isidre (Subirats) | Modifica les dades a Wikidata |
|        | creu de la Missió d'Ordal    | Subirats | creu de terme | 1945                                     | 41° 23′ 39″ N, 1° 50′ 51″ E / 41.39422°N,1.84739°E ca:Plaça de la Creu, a Ordal                            |                                                      |                                | Modifica les dades a Wikidata |
|        | creu del Pago                | Subirats | creu de terme | Estil: arquitectura popular 20th century | 41° 23′ 06″ N, 1° 48′ 35″ E / 41.384889°N,1.809771°E ca:Crtra. BV-2427, km 0,3                             | bé integrant del patrimoni cultural català           | Creu del Pago                  | Modifica les dades a Wikidata |
|        | creu del castell de Subirats | Subirats | creu de terme | Estil: arquitectura popular 1984         | 41° 24′ 59″ N, 1° 48′ 59″ E / 41.416344°N,1.81639°E ca:Davant el Santuari de Fontsanta 282 msnm            | bé d'interès cultural bé cultural d'interès nacional | Creu del Castell de Subirats   | Modifica les dades a Wikidata |

## curs d'aigua
| imatge | Nom                    | Ubicat a                                                                          | instància de | Detalls                                        | coordenades | Protecció | Commons (més fotos)              | Dades a WD                    |
| ------ | ---------------------- | --------------------------------------------------------------------------------- | ------------ | ---------------------------------------------- | --- | --------- | -------------------------------- | ----------------------------- |
|        | Anoia                  | Anoia Baix Llobregat Alt Penedès                                                  | curs d'aigua | Desemboca: Llobregat Llarg: 64km Conca: 929km² | 41° 28′ 43″ N, 1° 56′ 06″ E / 41.4785217°N,1.9351196°E                                                             |           | Anoia River                      | Modifica les dades a Wikidata |
|        | riera de Lavernó       | Subirats Sant Sadurní d'Anoia                                                     | curs d'aigua | Desemboca: Anoia                               | 41° 23′ 58″ N, 1° 45′ 03″ E / 41.399494°N,1.750866°E 41° 25′ 32″ N, 1° 48′ 57″ E / 41.425479°N,1.815943°E          |           | Riera de Lavernó                 | Modifica les dades a Wikidata |
|        | riera de Santa Fe      | el Pla del Penedès Santa Fe del Penedès Avinyonet del Penedès la Granada Subirats | curs d'aigua | Desemboca: riera de Lavernó                    | 41° 23′ 57″ N, 1° 45′ 03″ E / 41.39923392037931°N,1.7507314682006838°E                                             |           |                                  | Modifica les dades a Wikidata |
|        | torrent de Can Bas     | Subirats                                                                          | curs d'aigua | Desemboca: riera de Lavernó                    | 41° 23′ 59″ N, 1° 45′ 01″ E / 41.3997972718867°N,1.7502808570861816°E                                              |           |                                  | Modifica les dades a Wikidata |
|        | torrent de Can Cartró  | Subirats                                                                          | curs d'aigua | Desemboca: riera de Santa Fe                   | 41° 23′ 44″ N, 1° 44′ 51″ E / 41.395687°N,1.747628°E 162 msnm                                                      |           | Torrent de Can Cartró (Subirats) | Modifica les dades a Wikidata |
|        | torrent de la Cuscona  | Subirats                                                                          | curs d'aigua | Desemboca: torrent de Can Bas                  | 41° 24′ 09″ N, 1° 44′ 46″ E / 41.40251738616295°N,1.7460751533508303°E                                             |           |                                  | Modifica les dades a Wikidata |
|        | torrent del Mas Rovira | el Pla del Penedès Subirats                                                       | curs d'aigua | Desemboca: torrent de Can Bas                  | 41° 24′ 04″ N, 1° 44′ 46″ E / 41.401111111111°N,1.7461111111111°E 172 msnm                                         |           |                                  | Modifica les dades a Wikidata |
|        | torrent del Mig        | Subirats                                                                          | curs d'aigua | Desemboca: torrent de la Cuscona               | 41° 24′ 29″ N, 1° 44′ 37″ E / 41.40806992871631°N,1.7436718940734863°E                                             |           |                                  | Modifica les dades a Wikidata |
|        | torrent dels Brivons   | Subirats el Pla del Penedès                                                       | curs d'aigua | Desemboca: torrent de Can Cartró               | 41° 23′ 54″ N, 1° 44′ 09″ E / 41.398328°N,1.735737°E ca:Sector central del municipi, en direcció Est-Oest 163 msnm |           |                                  | Modifica les dades a Wikidata |

## edifici
| imatge | Nom                                                  | Ubicat a | instància de | Detalls                          | coordenades | Protecció                                  | Commons (més fotos)                 | Dades a WD                    |
| ------ | ---------------------------------------------------- | -------- | ------------ | -------------------------------- | --- | ------------------------------------------ | ----------------------------------- | ----------------------------- |
|        | Ateneu d'Ordal                                       | Subirats | edifici      | Estil: arquitectura popular 1928 | 41° 23′ 45″ N, 1° 50′ 59″ E / 41.395726°N,1.849753°E ca:Carretera de Barcelona-Ordal                                    | bé cultural d'interès local                |                                     | Modifica les dades a Wikidata |
|        | Centre Cultural i Recreatiu de Can Cartró            | Subirats | edifici      | Estil: arquitectura popular      | 41° 23′ 47″ N, 1° 44′ 10″ E / 41.39635°N,1.736238°E                                                                     | bé integrant del patrimoni cultural català |                                     | Modifica les dades a Wikidata |
|        | Centre Cultural i Recreatiu de Lavern                | Subirats | edifici      | Estil: arquitectura popular      | 41° 23′ 26″ N, 1° 46′ 19″ E / 41.39058°N,1.77194°E                                                                      | bé integrant del patrimoni cultural català |                                     | Modifica les dades a Wikidata |
|        | Centre Parroquial d'Ordal                            | Subirats | edifici      | 1899                             | 41° 23′ 50″ N, 1° 51′ 04″ E / 41.39728°N,1.85101°E ca:c.Isidre Solsona, 12                                              |                                            |                                     | Modifica les dades a Wikidata |
|        | Centre Recreatiu de Ca l'Avi                         | Subirats | edifici      | Estil: arquitectura popular      | 41° 24′ 37″ N, 1° 44′ 21″ E / 41.41027°N,1.73908°E                                                                      | bé integrant del patrimoni cultural català |                                     | Modifica les dades a Wikidata |
|        | Centre Recreatiu de Can Rossell                      | Subirats | edifici      | Estil: arquitectura popular 1927 | 41° 23′ 52″ N, 1° 48′ 19″ E / 41.397823°N,1.805373°E ca:Al nucli urbà de Can Rossell                                    | bé integrant del patrimoni cultural català |                                     | Modifica les dades a Wikidata |
|        | Forn de Can Bas                                      | Subirats | edifici      | Estil: arquitectura popular      | | bé integrant del patrimoni cultural català |                                     | Modifica les dades a Wikidata |
|        | Maset de la Massana                                  | Subirats | edifici      | 1648                             | 41° 22′ 11″ N, 1° 48′ 47″ E / 41.36982°N,1.81308°E ca:Camí de Cantallops a la urb. Muntanya Rodona, Pujals d'en Ràfols. |                                            |                                     | Modifica les dades a Wikidata |
|        | Pas soterrani de la via del tren del torrent del Tro | Subirats | edifici      | Estil: arquitectura popular      | | bé integrant del patrimoni cultural català |                                     | Modifica les dades a Wikidata |
|        | Patronat Familiar                                    | Subirats | edifici      | Estil: arquitectura popular      | 41° 24′ 32″ N, 1° 48′ 30″ E / 41.40894°N,1.80836°E                                                                      | bé integrant del patrimoni cultural català |                                     | Modifica les dades a Wikidata |
|        | Torre de Can Pinya                                   | Subirats | edifici      |                                  | 41° 25′ 12″ N, 1° 49′ 37″ E / 41.420006°N,1.827068°E ca:Camí de Torre Ramona al castell de Subirats                     | bé cultural d'interès local                |                                     | Modifica les dades a Wikidata |
|        | capella del Sant Crist d'Ordal                       | Subirats | edifici      | 1950                             | 41° 23′ 09″ N, 1° 48′ 08″ E / 41.38581°N,1.8021°E ca:Al cementiri municipal de Sant Pau d'Ordal                         |                                            |                                     | Modifica les dades a Wikidata |
|        | centre Agrícola de Sant Pau d'Ordal                  | Subirats | edifici      | Estil: noucentisme 1914          | 41° 23′ 00″ N, 1° 47′ 45″ E / 41.383392°N,1.795782°E ca:Carrer de Sant Pere, 5 (Sant Pau d'Ordal)                       | bé cultural d'interès local                | Centre Agrícola de Sant Pau d'Ordal | Modifica les dades a Wikidata |
|        | forn de vidre d'Ordal                                | Subirats | edifici      | 1833                             | 41° 23′ 39″ N, 1° 50′ 43″ E / 41.39414°N,1.84525°E ca:c. del Forn del vidre, 12                                         |                                            |                                     | Modifica les dades a Wikidata |
|        | molí d'en Bosc                                       | Subirats | edifici      | 18th century                     | 41° 25′ 40″ N, 1° 49′ 18″ E / 41.42770924534368°N,1.8215847015380864°E ca:Polígon de Can Bosch de Noia                  |                                            | Molí d'en Bosc (Subirats)           | Modifica les dades a Wikidata |

## edifici residencial
| imatge | Nom                                       | Ubicat a | instància de        | Detalls | coordenades                                                                                          | Protecció | Commons (més fotos) | Dades a WD                    |
| ------ | ----------------------------------------- | -------- | ------------------- | ------- | --- | --------- | ------------------- | ----------------------------- |
|        | Can Maçana de la Plaça (Sant Pau d'ordal) | Subirats | edifici residencial |         | 41° 22′ 53″ N, 1° 47′ 47″ E / 41.38147735595703°N,1.7963279485702517°E ca:Plaça de l'Església        |           |                     | Modifica les dades a Wikidata |
|        | Casa Gran de Can Rial (Ordal)             | Subirats | edifici residencial |         | 41° 23′ 49″ N, 1° 50′ 48″ E / 41.397064208984375°N,1.8466229438781736°E ca:Camí de Can Rialt (Ordal) |           |                     | Modifica les dades a Wikidata |

## element arquitectònic
| imatge | Nom                       | Ubicat a | instància de          | Detalls | coordenades | Protecció | Commons (més fotos) | Dades a WD                    |
| ------ | ------------------------- | -------- | --------------------- | ------- | --- | --------- | ------------------- | ----------------------------- |
|        | Corral de Can Ravella     | Subirats | element arquitectònic |         | 41° 23′ 49″ N, 1° 50′ 12″ E / 41.39694°N,1.83679°E ca:A 200 m al NE de Can Ravella                             |           |                     | Modifica les dades a Wikidata |
|        | Corral del Bosc           | Subirats | element arquitectònic |         | 41° 23′ 24″ N, 1° 50′ 34″ E / 41.38992°N,1.84291°E ca:A 500 metres al S d'Ordal pel GR-5                       |           |                     | Modifica les dades a Wikidata |
|        | Corral del Fondo del Peró | Subirats | element arquitectònic |         | 41° 23′ 19″ N, 1° 50′ 52″ E / 41.38871°N,1.8479°E ca:A 650 m al sud d'Ordal, al Fondo del Peró o de la Remunga |           |                     | Modifica les dades a Wikidata |

## entitat singular de població
| imatge | Nom                     | Ubicat a | instància de                                   | Detalls | coordenades                                                                                              | Protecció | Commons (més fotos)    | Dades a WD                    |
| ------ | ----------------------- | -------- | ---------------------------------------------- | ------- | --- | --------- | ---------------------- | ----------------------------- |
|        | Ca l'Avi                | Subirats | entitat singular de població                   | 102 hab | 41° 24′ 32″ N, 1° 44′ 29″ E / 41.408759435922°N,1.7414283613103°E 197 msnm                               |           | Ca l'Avi (Subirats)    | Modifica les dades a Wikidata |
|        | Can Bas                 | Subirats | entitat singular de població                   | 47 hab  | 41° 24′ 15″ N, 1° 45′ 16″ E / 41.404265°N,1.754352°E ca:Camí de Sant Sadurní al Pla del Penedès 193 msnm |           | Can Bas (nucli)        | Modifica les dades a Wikidata |
|        | Can Batista             | Subirats | entitat singular de població                   | 66 hab  | 41° 24′ 39″ N, 1° 46′ 34″ E / 41.410934800041°N,1.7760835313708°E 154 msnm                               |           | Can Batista (Subirats) | Modifica les dades a Wikidata |
|        | Can Cartró              | Subirats | entitat singular de població                   | 180 hab | 41° 23′ 45″ N, 1° 44′ 19″ E / 41.39596°N,1.738725°E 172 msnm                                             |           | Can Cartró (Subirats)  | Modifica les dades a Wikidata |
|        | Can Rossell             | Subirats | entitat singular de població                   | 82 hab  | 41° 23′ 54″ N, 1° 48′ 21″ E / 41.39821183°N,1.805706024°E 342 msnm                                       |           | Can Rossell (Subirats) | Modifica les dades a Wikidata |
|        | Can Rossell de la Costa | Subirats | entitat singular de població                   | 184 hab | 41° 24′ 01″ N, 1° 48′ 05″ E / 41.400392669066°N,1.8014028787644°E 337 msnm                               |           |                        | Modifica les dades a Wikidata |
|        | Cantallops              | Subirats | entitat singular de població                   | 99 hab  | 41° 22′ 10″ N, 1° 48′ 11″ E / 41.36939815°N,1.80313544°E 282 msnm                                        |           |                        | Modifica les dades a Wikidata |
|        | Casablanca              | Subirats | entitat singular de població                   | 461 hab | 41° 25′ 15″ N, 1° 50′ 02″ E / 41.4207930685634°N,1.83379568268165°E 208 msnm                             |           | Casablanca (Subirats)  | Modifica les dades a Wikidata |
|        | Lavern                  | Subirats | entitat singular de població                   | 446 hab | 41° 23′ 23″ N, 1° 46′ 25″ E / 41.38975278°N,1.77362778°E 239 msnm                                        |           | Lavern (Alt Penedès)   | Modifica les dades a Wikidata |
|        | Ordal                   | Subirats | entitat singular de població                   | 679 hab | 41° 23′ 39″ N, 1° 50′ 51″ E / 41.394124°N,1.847551°E 420 msnm                                            |           | Ordal                  | Modifica les dades a Wikidata |
|        | Sant Joan Salerm        | Subirats | entitat singular de població                   | 69 hab  | 41° 24′ 13″ N, 1° 45′ 07″ E / 41.403722°N,1.751835°E 194 msnm                                            |           |                        | Modifica les dades a Wikidata |
|        | Sant Pau d’Ordal        | Subirats | entitat singular de població capital municipal | 614 hab | 41° 23′ 00″ N, 1° 47′ 46″ E / 41.38330833333333°N,1.7961527777777777°E 243 msnm                          |           | Sant Pau d'Ordal       | Modifica les dades a Wikidata |
|        | el Pago                 | Subirats | entitat singular de població                   | 65 hab  | 41° 23′ 07″ N, 1° 48′ 49″ E / 41.38519°N,1.813701°E 330 msnm                                             |           | El Pago                | Modifica les dades a Wikidata |
|        | els Casots              | Subirats | entitat singular de població                   | 83 hab  | 41° 24′ 34″ N, 1° 48′ 31″ E / 41.409423°N,1.80857°E 333 msnm                                             |           | Els Casots             | Modifica les dades a Wikidata |
|        | la Muntanya Rodona      | Subirats | entitat singular de població                   | 110 hab | 41° 22′ 28″ N, 1° 49′ 06″ E / 41.3743732302776°N,1.81831457408128°E 345 msnm                             |           |                        | Modifica les dades a Wikidata |

## església
| imatge | Nom                                                    | Ubicat a | instància de      | Detalls                                                                      | coordenades                                                                                              | Protecció                                  | Commons (més fotos)                                    | Dades a WD                    |
| ------ | ------------------------------------------------------ | -------- | ----------------- | ---------------------------------------------------------------------------- | --- | ------------------------------------------ | ------------------------------------------------------ | ----------------------------- |
|        | Mare de Déu de la Fontsanta                            | Subirats | església santuari | Estil: arquitectura romànica                                                 | 41° 24′ 58″ N, 1° 48′ 59″ E / 41.4161392214253°N,1.81644499327665°E ca:Al costat del castell de Subirats |                                            | Santuari de la Mare de Déu de la Fontsanta             | Modifica les dades a Wikidata |
|        | Sant Esteve d'Ordal                                    | Subirats | església          | Arquitecte: Eugeni Campllonch i Parés Estil: historicisme arquitectònic 1927 | 41° 23′ 38″ N, 1° 50′ 41″ E / 41.393846°N,1.844607°E ca:Carrer del Forn de Vidre                         | bé integrant del patrimoni cultural català | Sant Esteve de Subirats                                | Modifica les dades a Wikidata |
|        | Sant Joan Salerm                                       | Subirats | església          | Estil: arquitectura romànica                                                 | 41° 24′ 14″ N, 1° 45′ 08″ E / 41.403762°N,1.752219°E ca:Camí de Sant Sadurní al Pla del Penedès          | bé cultural d'interès local                | Sant Joan Salerm                                       | Modifica les dades a Wikidata |
|        | Sant Joan Sesrovires                                   | Subirats | església          | Estil: arquitectura romànica 12nd century                                    | 41° 25′ 13″ N, 1° 49′ 12″ E / 41.420311°N,1.819942°E ca:Al nucli de Torre-Ramona                         | bé cultural d'interès local                | Sant Joan Sesrovires                                   | Modifica les dades a Wikidata |
|        | Sant Josep                                             | Subirats | església          |                                                                              | 41° 23′ 46″ N, 1° 44′ 16″ E / 41.396139°N,1.73783°E Can Cartró 186 msnm                                  |                                            | Sant Josep de Can Cartró                               | Modifica les dades a Wikidata |
|        | Sant Pere de Lavern                                    | Subirats | església          | Estil: historicisme arquitectònic 1910s                                      | 41° 23′ 50″ N, 1° 46′ 00″ E / 41.3972°N,1.76653°E ca:Carretera Ctra. BV-2428, km 5,2, a 1 km de Lavern   | bé cultural d'interès local                | Sant Pere de Lavern                                    | Modifica les dades a Wikidata |
|        | Sant Sebastià d'Ordal                                  | Ordal    | església          | Estil: arquitectura popular 1782                                             | 41° 23′ 32″ N, 1° 50′ 13″ E / 41.392355°N,1.837026°E ca:Ctra. N-340, km. 312,2                           | bé cultural d'interès local                | Sant Sebastià d'Ordal                                  | Modifica les dades a Wikidata |
|        | capella de la Maternitat de la Mare de Déu dels Casots | Subirats | església capella  | Estil: arquitectura popular 1960                                             | 41° 24′ 31″ N, 1° 48′ 31″ E / 41.40873°N,1.80859°E ca:Els Casots - Carretera BV-2427                     | bé cultural d'interès local                | Capella de la Maternitat de la Mare de Déu dels Casots | Modifica les dades a Wikidata |
|        | església de Sant Pau d'Ordal                           | Subirats | església          | Estil: arquitectura romànica 12nd century                                    | 41° 22′ 53″ N, 1° 47′ 45″ E / 41.381483°N,1.795853°E ca:Plaça de l'Església                              | bé cultural d'interès local                | Església de Sant Pau d'Ordal                           | Modifica les dades a Wikidata |

## font
| imatge | Nom                                       | Ubicat a | instància de                   | Detalls                       | coordenades | Protecció | Commons (més fotos)        | Dades a WD                    |
| ------ | ----------------------------------------- | -------- | ------------------------------ | ----------------------------- | --- | --------- | -------------------------- | ----------------------------- |
|        | Font Brollador de Sant Pere de Lavern     | Subirats | font                           |                               | 41° 23′ 50″ N, 1° 46′ 03″ E / 41.39735°N,1.76741°E ca:Davant de l'entrada a l'església de Sant Pere de Lavern.                                 |           |                            | Modifica les dades a Wikidata |
|        | Font Brollador de la Bassa de Can Julià   | Subirats | font                           |                               | 41° 24′ 05″ N, 1° 45′ 12″ E / 41.4014°N,1.75342°E ca:Al camí a sota del restaurant Sol i Vi, a la zona de Can Bas.                             |           |                            | Modifica les dades a Wikidata |
|        | Mina de la Font dels Canons               | Subirats | font                           |                               | 41° 25′ 07″ N, 1° 49′ 20″ E / 41.41848°N,1.82218°E ca:En un bosc pertanyent a la finca de Can Formosa, a Torre-ramona                          |           |                            | Modifica les dades a Wikidata |
|        | font Clara                                | Subirats | font                           | 1913                          | 41° 23′ 24″ N, 1° 46′ 30″ E / 41.389949°N,1.775127°E ca:Al Torrent de la Font Clara, al nucli de Lavern.                                       |           | Font Clara                 | Modifica les dades a Wikidata |
|        | font d'Ordal                              | Subirats | font                           | 1985                          | 41° 23′ 39″ N, 1° 50′ 51″ E / 41.39425°N,1.84738°E ca:Plaça de la Creu, a Ordal                                                                |           | Font d'Ordal               | Modifica les dades a Wikidata |
|        | font de Ca l'Avi                          | Subirats | font                           | 20th century Estat: bon estat | 41° 24′ 36″ N, 1° 44′ 18″ E / 41.41012°N,1.73833°E ca:Al nucli urbà de Ca l'Avi                                                                |           | Font de Ca l'Avi           | Modifica les dades a Wikidata |
|        | font de Cal Savall                        | Subirats | font                           | 20th century                  | 41° 23′ 44″ N, 1° 47′ 30″ E / 41.39565°N,1.79155°E ca:En un corriol que surt a la dreta del camí que va de Can Justino a Savall                |           |                            | Modifica les dades a Wikidata |
|        | font de Can Batista                       | Subirats | font                           | 20th century Estat: bon estat | 41° 24′ 39″ N, 1° 46′ 30″ E / 41.41077°N,1.77493°E ca:Plaça del Col·legi, al nucli de Can Batista 160 msnm                                     |           | Font de Can Batista        | Modifica les dades a Wikidata |
|        | font de Can Bou                           | Subirats | font                           |                               | 41° 24′ 08″ N, 1° 47′ 05″ E / 41.4023°N,1.7848°E ca:Zona Can Bou, a 150 m de la Font del Pèlag de Can Bou                                      |           |                            | Modifica les dades a Wikidata |
|        | font de Can Cartró                        | Subirats | font                           | 20th century Estat: bon estat | 41° 23′ 46″ N, 1° 44′ 19″ E / 41.39608°N,1.73855°E ca:Plaça Verge dels Pobres, al nucli de Can Cartró 185 msnm                                 |           | Font de Can Cartró         | Modifica les dades a Wikidata |
|        | font de Can Catasús                       | Subirats | font                           | 20th century Estat: bon estat | 41° 23′ 47″ N, 1° 44′ 11″ E / 41.39638°N,1.7364°E ca:Plaça de Sant Isidre, al nucli de Can Cartró                                              |           |                            | Modifica les dades a Wikidata |
|        | font de Can Julià                         | Subirats | font                           |                               | 41° 24′ 04″ N, 1° 45′ 11″ E / 41.40123°N,1.75313°E ca:Als voltants de la masia de Can Julià, a l'heretat de Can Bas (Lavern)                   |           |                            | Modifica les dades a Wikidata |
|        | font de Can Rossell                       | Subirats | font                           | 20th century                  | 41° 23′ 52″ N, 1° 48′ 20″ E / 41.39782°N,1.80563°E ca:Al nucli de Can Rossell                                                                  |           | Font de Can Rossell        | Modifica les dades a Wikidata |
|        | font de Lavern                            | Subirats | font                           | 20th century                  | 41° 23′ 21″ N, 1° 46′ 23″ E / 41.38918°N,1.773°E ca:Al nucli urbà de Lavern, al costat del camp de futbol de la zona esportiva                 |           |                            | Modifica les dades a Wikidata |
|        | font de l'església de Sant Esteve d'Ordal | Subirats | font                           | 20th century                  | 41° 23′ 38″ N, 1° 50′ 41″ E / 41.39399°N,1.84465°E ca:C/del Forn del Vidre                                                                     |           |                            | Modifica les dades a Wikidata |
|        | font de la Capella (Ordal)                | Subirats | font estructura arquitectònica | 20th century                  | 41° 23′ 27″ N, 1° 50′ 22″ E / 41.39086151123047°N,1.8394310474395752°E ca:Camí d'Olesa a Ca n'Esteve                                           |           | Font de la Capella (Ordal) | Modifica les dades a Wikidata |
|        | font de la Plaça Subirats                 | Subirats | font                           | 2005                          | 41° 22′ 58″ N, 1° 47′ 45″ E / 41.38277°N,1.79586°E ca:A Sant Pau d'Ordal, al camí enjardinat que de la Plaça Subirats baixa al camp de futbol. |           |                            | Modifica les dades a Wikidata |
|        | font de la Salada                         | Subirats | font                           | 1941                          | 41° 24′ 46″ N, 1° 45′ 17″ E / 41.41281°N,1.7548°E ca:Al marge d'un camí que porta a la riera, prop de la masia de la Salada                    |           | Font de la Salada          | Modifica les dades a Wikidata |
|        | font del Bassot de Lavern                 | Subirats | font                           |                               | 41° 23′ 21″ N, 1° 46′ 33″ E / 41.38922°N,1.77575°E ca:A 300 m de l'entrada al nucli de Lavern en direcció a Sant Pau d'Ordal                   |           |                            | Modifica les dades a Wikidata |
|        | font del Capellades                       | Subirats | font                           | 20th century                  | 41° 22′ 48″ N, 1° 47′ 36″ E / 41.37994°N,1.79342°E ca:Prop del pont del costat de l'església de Sant Pau d'Ordal                               |           |                            | Modifica les dades a Wikidata |
|        | font del Clot de Dalt del Sabater         | Subirats | font                           |                               | 41° 24′ 00″ N, 1° 46′ 53″ E / 41.39989°N,1.78146°E ca:Al camí de Cal Bou                                                                       |           |                            | Modifica les dades a Wikidata |
|        | font del Clot del Sabater                 | Subirats | font                           |                               | 41° 23′ 58″ N, 1° 46′ 49″ E / 41.3994°N,1.78028°E ca:Al camí de Cal Bou                                                                        |           |                            | Modifica les dades a Wikidata |
|        | font del Manar                            | Subirats | font                           |                               | 41° 24′ 24″ N, 1° 48′ 40″ E / 41.40655°N,1.8111°E ca:A la sortida dels Casots, prop de la N-340, al camí que va a les Flandes.                 |           |                            | Modifica les dades a Wikidata |
|        | font del Maset d'en Lleó                  | Subirats | font                           |                               | 41° 22′ 53″ N, 1° 46′ 42″ E / 41.38142°N,1.77847°E ca:Prop del Maset d'en Lleó, a l'entrada de Sant Pau d'Ordal.                               |           |                            | Modifica les dades a Wikidata |
|        | font del Pago                             | Subirats | font                           | 20th century                  | 41° 23′ 12″ N, 1° 48′ 55″ E / 41.38666°N,1.81517°E ca:Al nucli urbà d'el Pago                                                                  |           | Font del Pago              | Modifica les dades a Wikidata |
|        | font del Pèlag de Can Bou                 | Subirats | font                           |                               | 41° 24′ 03″ N, 1° 47′ 03″ E / 41.40075°N,1.78405°E ca:Zona de Can Bou                                                                          |           |                            | Modifica les dades a Wikidata |
|        | font del Rebato                           | Subirats | font                           | 20th century                  | 41° 25′ 30″ N, 1° 49′ 30″ E / 41.42501°N,1.8249°E ca:A l'entrada del barri de Can Vermell (El Rebato), darrera de la masia de Can Vermell.     |           | Font del Rebato            | Modifica les dades a Wikidata |
|        | font dels Canons                          | Subirats | font                           | 1981                          | 41° 25′ 15″ N, 1° 49′ 12″ E / 41.42078°N,1.81994°E ca:Al nucli de Torre-ramona                                                                 |           |                            | Modifica les dades a Wikidata |
|        | font dels Casots                          | Subirats | font                           | 1985                          | 41° 24′ 32″ N, 1° 48′ 31″ E / 41.409°N,1.80871°E ca:Al nucli urbà dels Casots                                                                  |           | Font dels Casots           | Modifica les dades a Wikidata |
|        | la Font                                   | Subirats | font                           | 20th century                  | 41° 23′ 04″ N, 1° 47′ 47″ E / 41.38454°N,1.79641°E ca:A Sant Pau d'Ordal, prop de la parada de bus a la carretera de Lavern, sota el pont.     |           |                            | Modifica les dades a Wikidata |
|        | la Font Santa                             | Subirats | font                           |                               | 41° 25′ 09″ N, 1° 48′ 35″ E / 41.41923°N,1.80962°E ca:Prop de la Torre-ramona, quasi a la desembocadura del Torrent dels Banys Vells           |           |                            | Modifica les dades a Wikidata |
|        | la Nova Font Santa                        | Subirats | font                           | 20th century                  | 41° 24′ 59″ N, 1° 49′ 00″ E / 41.41632°N,1.81667°E ca:Al castell de Subirats, darrera del santuari                                             |           |                            | Modifica les dades a Wikidata |

## forn de calç
| imatge | Nom                                    | Ubicat a | instància de | Detalls                     | coordenades | Protecció                                  | Commons (més fotos)                    | Dades a WD                    |
| ------ | -------------------------------------- | -------- | ------------ | --------------------------- | --- | ------------------------------------------ | -------------------------------------- | ----------------------------- |
|        | Forn de calç de Cal Fèlix              | Subirats | forn de calç | Estil: arquitectura popular | 41° 23′ 24″ N, 1° 52′ 04″ E / 41.39005°N,1.867843°E ca:Coll de la Creu d'Ordal, límit amb Vallirana                                                | bé integrant del patrimoni cultural català |                                        | Modifica les dades a Wikidata |
|        | Forn de calç de Can Bou                | Subirats | forn de calç | Estil: arquitectura popular | 41° 24′ 04″ N, 1° 47′ 08″ E / 41.40123°N,1.7855°E ca:En el camí que des de Can Bou baixa cap al Torrent del Bou                                    | bé integrant del patrimoni cultural català | Forn de calç de Can Bou                | Modifica les dades a Wikidata |
|        | Forn de calç de Can Massana            | Subirats | forn de calç | Estil: arquitectura popular | 41° 22′ 15″ N, 1° 48′ 57″ E / 41.370782°N,1.815853°E ca:A 350 m al sud de la urb. Muntanya Rodona, a la riera dels Vidrers                         | bé integrant del patrimoni cultural català |                                        | Modifica les dades a Wikidata |
|        | Forn de calç de Can Ràfols dels Caus   | Subirats | forn de calç | Estil: arquitectura popular | | bé integrant del patrimoni cultural català | Forn de calç de Can Ràfols dels Caus   | Modifica les dades a Wikidata |
|        | Forn de calç de Can Ràfols dels Caus 2 | Subirats | forn de calç | Estil: arquitectura popular | | bé integrant del patrimoni cultural català | Forn de calç de Can Ràfols dels Caus 2 | Modifica les dades a Wikidata |
|        | Forn de calç de Savall                 | Subirats | forn de calç | Estil: arquitectura popular | | bé integrant del patrimoni cultural català |                                        | Modifica les dades a Wikidata |
|        | Forn de calç de la Plana               | Subirats | forn de calç |                             | | bé integrant del patrimoni cultural català |                                        | Modifica les dades a Wikidata |
|        | Forn de calç del Pago 2                | Subirats | forn de calç | Estil: arquitectura popular | 41° 23′ 18″ N, 1° 49′ 07″ E / 41.388437°N,1.81857°E ca:Al costat de la N-340 en sentit Vilafranca-BCN, uns 150 m després del nucli del Pago        | bé integrant del patrimoni cultural català | Forn de calç del Pago                  | Modifica les dades a Wikidata |
|        | Forn de calç del Pollet                | Subirats | forn de calç | Estil: arquitectura popular | 41° 23′ 26″ N, 1° 49′ 44″ E / 41.390443°N,1.828832°E ca:En un camí que surt a la dreta de la N-340 en sentit Vilafranca-BCN, entre el Pago i Ordal | bé integrant del patrimoni cultural català | Forn de calç del Pollet                | Modifica les dades a Wikidata |
|        | Forn de calç el Pago                   | Subirats | forn de calç | Estil: arquitectura popular | 41° 23′ 20″ N, 1° 49′ 01″ E / 41.389°N,1.81684°E ca:En un camí al costat de la N-340 en sentit BCN-Vilafranca, a l'alçada del Pago.                | bé integrant del patrimoni cultural català |                                        | Modifica les dades a Wikidata |

## jaciment arqueològic
| imatge | Nom                                 | Ubicat a | instància de         | Detalls | coordenades | Protecció                                  | Commons (més fotos) | Dades a WD                    |
| ------ | ----------------------------------- | -------- | -------------------- | ------- | --- | ------------------------------------------ | ------------------- | ----------------------------- |
|        | Cal Bitxo                           | Subirats | jaciment arqueològic |         | 41° 23′ 59″ N, 1° 44′ 33″ E / 41.399839°N,1.742508°E ca:Situats la a masia de Can Bitxo després d'haver creuat el torrent dels Bribons, queda a uns 600 m de la carretera | bé integrant del patrimoni cultural català |                     | Modifica les dades a Wikidata |
|        | jaciment arqueològic de Can Gustems | Subirats | jaciment arqueològic |         | 41° 23′ 42″ N, 1° 43′ 20″ E / 41.394873°N,1.722205°E ca:De Cal Gustems o Casa del Pou de Glaç ( a uns 260m del desviament del Camí de la Riera) El jaciment és a uns 200 m en direcció al nord-oest en uns horts a l'altra banda de la riera de Santa Fe, a l'altura en que s'uneixen amb el Torrent de la Casa Nova. | bé integrant del patrimoni cultural català |                     | Modifica les dades a Wikidata |

## masia
| imatge | Nom                          | Ubicat a                    | instància de | Detalls                                      | coordenades | Protecció                                  | Commons (més fotos)        | Dades a WD                    |
| ------ | ---------------------------- | --------------------------- | ------------ | -------------------------------------------- | --- | ------------------------------------------ | -------------------------- | ----------------------------- |
|        | Ca l'Aixelà de Cal Parellada | Subirats                    | masia        |                                              | 41° 23′ 40″ N, 1° 50′ 41″ E / 41.3945563798403°N,1.84468344344766°E |                                            |                            | Modifica les dades a Wikidata |
|        | Ca l'Almirall de Figuerola   | Subirats                    | masia        | 20th century                                 | 41° 23′ 25″ N, 1° 45′ 53″ E / 41.39024°N,1.76475°E ca:Ca l'Almirall (Lavern) |                                            | Ca l'Almirall de Figuerola | Modifica les dades a Wikidata |
|        | Ca l'Antonet                 | Subirats                    | masia        |                                              | 41° 24′ 14″ N, 1° 45′ 39″ E / 41.4038787369755°N,1.76070284625677°E |                                            |                            | Modifica les dades a Wikidata |
|        | Ca l'Artigues                | Subirats                    | masia        |                                              | 41° 23′ 56″ N, 1° 46′ 13″ E / 41.3989007622664°N,1.77022384039495°E |                                            | Ca l'Artigues (Subirats)   | Modifica les dades a Wikidata |
|        | Ca l'Escuder                 | Subirats                    | masia        | 17th century Estat: ruïnós                   | 41° 23′ 52″ N, 1° 45′ 14″ E / 41.39765°N,1.754°E ca:A prop del polígon Can Bas, a l'oest, a peu de la carretera de Sant Sadurní a Vilafranca (C-243 a) 172 msnm                   |                                            | Ca l'Escuder (Subirats)    | Modifica les dades a Wikidata |
|        | Ca l'Olivella                | Subirats                    | masia        | Estil: arquitectura eclèctica 1910s          | 41° 23′ 29″ N, 1° 46′ 27″ E / 41.391297°N,1.774166°E ca:Lavern - Carretera BV-2428, km. 4,250                                                                                     | bé cultural d'interès local                | Ca l'Olivella (Subirats)   | Modifica les dades a Wikidata |
|        | Ca la Filomena               | Subirats                    | masia        |                                              | 41° 23′ 42″ N, 1° 46′ 33″ E / 41.39489070879°N,1.77596929074271°E 200 msnm |                                            | Ca la Filomena (Subirats)  | Modifica les dades a Wikidata |
|        | Ca la Seca                   | Subirats                    | masia        |                                              | 41° 23′ 47″ N, 1° 46′ 07″ E / 41.3964951064332°N,1.76847489088777°E |                                            | Ca la Seca                 | Modifica les dades a Wikidata |
|        | Ca la Serafina               | Subirats                    | masia        |                                              | 41° 24′ 11″ N, 1° 43′ 55″ E / 41.4029889242386°N,1.73194828506108°E 196 msnm |                                            | Ca la Serafina             | Modifica les dades a Wikidata |
|        | Ca n'Escardó                 | Subirats                    | masia        | Estil: arquitectura popular                  | 41° 23′ 51″ N, 1° 44′ 00″ E / 41.3975107794367°N,1.73343043338289°E | bé integrant del patrimoni cultural català | Ca n'Escardó (Subirats)    | Modifica les dades a Wikidata |
|        | Cal Bas                      | Subirats                    | masia        | Estil: noucentisme 1913                      | 41° 24′ 17″ N, 1° 45′ 14″ E / 41.404718°N,1.754007°E ca:A 300 m de la carretera BV-2154, km 0,5.                                                                                  | bé cultural d'interès local                | Cal Bas                    | Modifica les dades a Wikidata |
|        | Cal Ferrer                   | Subirats                    | masia        |                                              | 41° 26′ 03″ N, 1° 48′ 52″ E / 41.4341865519228°N,1.81436971430456°E |                                            |                            | Modifica les dades a Wikidata |
|        | Cal Fuster                   | Subirats                    | masia        |                                              | 41° 23′ 07″ N, 1° 48′ 50″ E / 41.3852363400279°N,1.81395582425644°E |                                            |                            | Modifica les dades a Wikidata |
|        | Cal Giró                     | Subirats el Pla del Penedès | masia        |                                              | 41° 24′ 05″ N, 1° 43′ 10″ E / 41.4012830171834°N,1.71943240765886°E |                                            |                            | Modifica les dades a Wikidata |
|        | Cal Guilera                  | Subirats                    | masia        | Estil: arquitectura popular 16th century     | 41° 22′ 53″ N, 1° 47′ 47″ E / 41.381263°N,1.7963°E ca:Sant Pau d'Ordal - Carrer de Sant Pau                                                                                       | bé cultural d'interès local                | Cal Guilera                | Modifica les dades a Wikidata |
|        | Cal Justino                  | Subirats                    | masia        |                                              | 41° 23′ 42″ N, 1° 46′ 39″ E / 41.3951038363726°N,1.77737677954456°E 205 msnm |                                            | Cal Justino (Subirats)     | Modifica les dades a Wikidata |
|        | Cal Mata del Racó            | Subirats                    | masia        | Estil: arquitectura popular 15th century     | 41° 23′ 20″ N, 1° 48′ 10″ E / 41.388852°N,1.802858°E ca:Carretera BV-2427, km 0,6, a 650 metres (nord-est de Sant Pau d'Ordal)                                                    | bé cultural d'interès local                | Cal Mata del Racó          | Modifica les dades a Wikidata |
|        | Cal Mestre                   | Subirats el Pla del Penedès | masia        |                                              | 41° 24′ 07″ N, 1° 43′ 12″ E / 41.4018118496628°N,1.72000820932699°E |                                            |                            | Modifica les dades a Wikidata |
|        | Cal Ninus                    | Subirats                    | masia        |                                              | 41° 24′ 36″ N, 1° 46′ 29″ E / 41.409956880437406°N,1.7747426033020022°E Can Batista                                                                                               |                                            | Cal Ninus (Subirats)       | Modifica les dades a Wikidata |
|        | Cal Panxa                    | Subirats                    | masia        |                                              | 41° 24′ 21″ N, 1° 47′ 47″ E / 41.4057607379863°N,1.79628306429463°E 310 msnm |                                            | Cal Panxa (Subirats)       | Modifica les dades a Wikidata |
|        | Cal Pasteres                 | Subirats                    | masia        |                                              | 41° 25′ 16″ N, 1° 49′ 10″ E / 41.4210975252611°N,1.81949019772396°E |                                            |                            | Modifica les dades a Wikidata |
|        | Cal Pau Francès              | Subirats                    | masia        |                                              | 41° 23′ 27″ N, 1° 45′ 57″ E / 41.3907650022869°N,1.76582007042588°E |                                            |                            | Modifica les dades a Wikidata |
|        | Cal Pau de la Bardera        | Subirats                    | masia        |                                              | 41° 24′ 21″ N, 1° 47′ 12″ E / 41.4059402751466°N,1.78679249144064°E |                                            |                            | Modifica les dades a Wikidata |
|        | Cal Pauet                    | Subirats                    | masia        |                                              | 41° 23′ 46″ N, 1° 44′ 06″ E / 41.396127°N,1.734901°E Can Cartró 189 msnm |                                            | Cal Pauet (Subirats)       | Modifica les dades a Wikidata |
|        | Cal Pere de la Mina          | Subirats                    | masia        |                                              | 41° 25′ 03″ N, 1° 46′ 21″ E / 41.4174439671603°N,1.77248262973255°E |                                            |                            | Modifica les dades a Wikidata |
|        | Cal Pisonc                   | Subirats                    | masia        |                                              | 41° 25′ 17″ N, 1° 49′ 14″ E / 41.4213789853229°N,1.8205860276625°E |                                            |                            | Modifica les dades a Wikidata |
|        | Cal Ravella                  | Ordal                       | masia        | Estil: arquitectura neoclàssica 19th century | 41° 23′ 33″ N, 1° 50′ 15″ E / 41.392395°N,1.837426°E ca:Ctra. N-340, km 312,2 | bé cultural d'interès local                | Cal Ravella (Subirats)     | Modifica les dades a Wikidata |
|        | Cal Sabater                  | Subirats                    | masia        |                                              | 41° 23′ 37″ N, 1° 46′ 20″ E / 41.3936620907817°N,1.7722483945673°E |                                            |                            | Modifica les dades a Wikidata |
|        | Cal Sallent                  | Subirats                    | masia        | 20th century                                 | 41° 25′ 13″ N, 1° 45′ 47″ E / 41.420154242128°N,1.76314569904371°E ca:Carretera C-243, a la zona de 'Merca Xollo', prop de Sant Sadurní, desviació a l'esquerra.                  |                                            |                            | Modifica les dades a Wikidata |
|        | Cal Solà                     | Subirats                    | masia        |                                              | 41° 24′ 38″ N, 1° 48′ 15″ E / 41.4106426959935°N,1.80405369879859°E |                                            |                            | Modifica les dades a Wikidata |
|        | Cal Sutxet                   | Subirats                    | masia        |                                              | 41° 24′ 41″ N, 1° 48′ 48″ E / 41.4112778034426°N,1.81319507973735°E |                                            |                            | Modifica les dades a Wikidata |
|        | Cal Xato                     | Subirats                    | masia        |                                              | 41° 24′ 30″ N, 1° 47′ 44″ E / 41.408328579476°N,1.79549388303526°E |                                            |                            | Modifica les dades a Wikidata |
|        | Cal Xic de l'Agustí          | Subirats                    | masia        | 17th century                                 | 41° 24′ 55″ N, 1° 46′ 02″ E / 41.415271771648°N,1.7672946275477°E ca:A la carretera que va del nucli de Can Batista a la C-243 191 msnm                                           |                                            | Cal Xic de l'Agustí        | Modifica les dades a Wikidata |
|        | Can Batlle de la Pujada      | Subirats                    | masia        | 16th century                                 | 41° 24′ 08″ N, 1° 46′ 20″ E / 41.4021557210867°N,1.77222011284217°E ca:Al final d'un camí que es desvia a la dreta de la carretera BV-2429c de Lavern al polígon Can Bas 162 msnm |                                            | Can Batlle de la Pujada    | Modifica les dades a Wikidata |
|        | Can Borja                    | Subirats                    | masia        |                                              | 41° 24′ 24″ N, 1° 52′ 07″ E / 41.4065392389548°N,1.86855451030878°E |                                            |                            | Modifica les dades a Wikidata |
|        | Can Bosch d'Anoia            | Subirats                    | masia        | Estil: arquitectura popular 17th century     | 41° 25′ 40″ N, 1° 49′ 13″ E / 41.42779°N,1.820274°E ca:Ctra. C-243, km 3, a 900 m                                                                                                 | bé integrant del patrimoni cultural català | Can Bosc d'Anoia           | Modifica les dades a Wikidata |
|        | Can Bou                      | Subirats                    | masia        | Estat: ruïnós                                | 41° 24′ 12″ N, 1° 46′ 48″ E / 41.4033452229267°N,1.77989010339915°E ca:A 1,2 km des de BV-2428 a l'alçada de Lavern, camí terrer al NE                                            |                                            | Can Bou (Subirats)         | Modifica les dades a Wikidata |
|        | Can Canals                   | Subirats                    | masia        |                                              | 41° 24′ 07″ N, 1° 45′ 47″ E / 41.4019686836637°N,1.76316763206169°E 180 msnm |                                            | Can Canals (Subirats)      | Modifica les dades a Wikidata |
|        | Can Docte                    | Subirats                    | masia        |                                              | 41° 23′ 48″ N, 1° 49′ 08″ E / 41.3965360076352°N,1.81876250171067°E |                                            |                            | Modifica les dades a Wikidata |
|        | Can Font                     | Subirats                    | masia        |                                              | 41° 25′ 33″ N, 1° 48′ 46″ E / 41.425732240625°N,1.8129042060695°E ca:Carretera C-243b entre Sant Sadurní i Torre-ramona, al costat de la depuradora d'aigües.                     |                                            | Can Font (Subirats)        | Modifica les dades a Wikidata |
|        | Can Gallego                  | Subirats                    | masia        |                                              | 41° 24′ 43″ N, 1° 44′ 34″ E / 41.4119892958668°N,1.74280482745865°E |                                            |                            | Modifica les dades a Wikidata |
|        | Can Gori                     | Subirats                    | masia        |                                              | 41° 23′ 47″ N, 1° 48′ 03″ E / 41.3963863192622°N,1.80081022965029°E |                                            |                            | Modifica les dades a Wikidata |
|        | Can Julià                    | Subirats                    | masia casa   | 17th century                                 | 41° 24′ 07″ N, 1° 45′ 18″ E / 41.4020147468784°N,1.75491227633126°E ca:C-243a de Vilafranca a Sant Sadurní, prop del polígon industrial Can Bas. 186 msnm                         |                                            | Can Julià (Subirats)       | Modifica les dades a Wikidata |
|        | Can Llopart de la Costa      | Subirats                    | masia        | Estil: arquitectura gòtica 14th century      | 41° 24′ 24″ N, 1° 48′ 11″ E / 41.406798°N,1.803126°E ca:Els Casots, ctra. BV-2427, km 4,1, a 400 m 349 msnm                                                                       | bé integrant del patrimoni cultural català | Can Llopart de la Costa    | Modifica les dades a Wikidata |
|        | Can Martí                    | Subirats                    | masia        |                                              | 41° 24′ 01″ N, 1° 44′ 34″ E / 41.4003786840118°N,1.74278939306096°E 194 msnm |                                            | Can Martí (Subirats)       | Modifica les dades a Wikidata |
|        | Can Martí de la Talaia       | Subirats                    | masia        | 14th century                                 | 41° 23′ 30″ N, 1° 46′ 04″ E / 41.3915327146703°N,1.76769540212868°E ca:Al costat de les escoles de Lavern                                                                         |                                            |                            | Modifica les dades a Wikidata |
|        | Can Massana                  | Subirats                    | masia        | Estil: arquitectura popular 1733             | 41° 22′ 17″ N, 1° 48′ 08″ E / 41.371389°N,1.80215°E ca:N-340, km. 308,1, prop de Cantallops                                                                                       | bé cultural d'interès local                | Can Massana                | Modifica les dades a Wikidata |
|        | Can Milà de la Roca          | Subirats                    | masia        | 18th century                                 | 41° 23′ 23″ N, 1° 46′ 54″ E / 41.3897999388728°N,1.7817581302025°E ca:De Sant Pau d'Ordal a Lavern, final de la pista que surt a la dreta des de la BV-2428.                      |                                            | Can Milà de la Roca        | Modifica les dades a Wikidata |
|        | Can Parellada                | Subirats                    | masia        | Estil: arquitectura neoclàssica              | 41° 23′ 42″ N, 1° 50′ 39″ E / 41.395083°N,1.844071°E ca:Carretera N-340, km. 312,9                                                                                                | bé cultural d'interès local                | Can Parellada (Subirats)   | Modifica les dades a Wikidata |
|        | Can Pau Xic                  | Subirats                    | masia        |                                              | 41° 23′ 57″ N, 1° 43′ 43″ E / 41.3991245407037°N,1.72866195956028°E 204 msnm |                                            | Can Pau Xic (Subirats)     | Modifica les dades a Wikidata |
|        | Can Puig                     | Subirats                    | masia        |                                              | 41° 23′ 59″ N, 1° 48′ 27″ E / 41.3998518100175°N,1.80751737658753°E |                                            |                            | Modifica les dades a Wikidata |
|        | Can Pujol (Sant Pau d'ordal) | Subirats                    | masia        | 1901                                         | 41° 23′ 04″ N, 1° 47′ 51″ E / 41.38442°N,1.7976°E 41° 23′ 04″ N, 1° 47′ 52″ E / 41.38441467285156°N,1.7976399660110474°E ca:Carrer del Pujol (Sant Pau d'Ordal)                   |                                            |                            | Modifica les dades a Wikidata |
|        | Can Rial                     | Subirats                    | masia        |                                              | 41° 23′ 48″ N, 1° 50′ 45″ E / 41.3966499194603°N,1.8459621961896°E ca:Camí de Can Rialt (Ordal)                                                                                   |                                            |                            | Modifica les dades a Wikidata |
|        | Can Ribes                    | Subirats                    | masia        |                                              | 41° 24′ 26″ N, 1° 45′ 01″ E / 41.4072977390879°N,1.75036080679205°E 197 msnm |                                            | Can Ribes (Subirats)       | Modifica les dades a Wikidata |
|        | Can Rigol                    | Subirats                    | masia        | Estil: arquitectura popular 17th century     | 41° 24′ 42″ N, 1° 47′ 56″ E / 41.41178°N,1.798919°E ca:Carretera BV-2427, km 4,5                                                                                                  | bé cultural d'interès local                | Can Rigol (Subirats)       | Modifica les dades a Wikidata |
|        | Can Ros                      | Subirats                    | masia        | Estil: arquitectura popular 18th century     | 41° 24′ 22″ N, 1° 49′ 18″ E / 41.405988°N,1.821601°E ca:Per la carretera BV-2427 dels Casots a la N-340, desviació a l'esquerra, prop de Can Vidal.                               | bé cultural d'interès local                | Can Ros (Subirats)         | Modifica les dades a Wikidata |
|        | Can Rovira                   | Subirats                    | masia        | Estil: arquitectura eclèctica 17th century   | 41° 22′ 36″ N, 1° 47′ 48″ E / 41.3766°N,1.796625°E ca:Al sud del nucli de Sant Pau d'Ordal                                                                                        | bé cultural d'interès local                | Can Rovira (Subirats)      | Modifica les dades a Wikidata |
|        | Can Ràfols                   | Subirats                    | masia        |                                              | 41° 25′ 39″ N, 1° 48′ 31″ E / 41.4274874672315°N,1.80849578122242°E 129 msnm |                                            | Can Ràfols                 | Modifica les dades a Wikidata |
|        | Can Sala                     | Subirats                    | masia        |                                              | 41° 23′ 21″ N, 1° 48′ 49″ E / 41.3892417793814°N,1.81367968989508°E |                                            |                            | Modifica les dades a Wikidata |
|        | Can Serra                    | Subirats                    | masia        | 19th century                                 | 41° 25′ 03″ N, 1° 46′ 24″ E / 41.4175869620793°N,1.77322182177875°E ca:C-243, de Sant Sadurní a Vilafranca, km.1 167 msnm                                                         |                                            | Can Serra (Subirats)       | Modifica les dades a Wikidata |
|        | Can Terra                    | Subirats                    | masia        |                                              | 41° 24′ 14″ N, 1° 46′ 32″ E / 41.4038570565712°N,1.77550193572039°E 173 msnm |                                            | Can Terra (Subirats)       | Modifica les dades a Wikidata |
|        | Can Vendrell                 | Subirats                    | masia        | Estil: arquitectura eclèctica 1832           | 41° 23′ 05″ N, 1° 48′ 23″ E / 41.384674767584485°N,1.8062546108325284°E ca:Sant Pau d'Ordal, ctra. BV-2428, km 0,8                                                                | bé cultural d'interès local                | Cal Vendrell de la Codina  | Modifica les dades a Wikidata |
|        | Can Vidal                    | Subirats                    | masia        | 17th century                                 | 41° 24′ 14″ N, 1° 48′ 47″ E / 41.40394349178°N,1.8129696550952°E ca:Carretera BV-2427 dels Casots a la N-340, desviació a l'esquerra.                                             |                                            | Can Vidal (Subirats)       | Modifica les dades a Wikidata |
|        | Corral del Mestre            | Subirats                    | masia        |                                              | 41° 24′ 15″ N, 1° 43′ 55″ E / 41.404151696486°N,1.731946665723°E |                                            |                            | Modifica les dades a Wikidata |
|        | Mas Miró                     | Subirats                    | masia        | 16th century                                 | 41° 24′ 46″ N, 1° 46′ 13″ E / 41.4127450641226°N,1.77022596597653°E ca:Carretera C-243 entre el polígon Can Bas i Sant Sadurní, en un trencant a la dreta 177 msnm                |                                            | Mas Miró (Subirats)        | Modifica les dades a Wikidata |
|        | Maset d'Espiells             | Subirats                    | masia        |                                              | 41° 26′ 01″ N, 1° 48′ 29″ E / 41.433535890762°N,1.80806201051335°E |                                            |                            | Modifica les dades a Wikidata |
|        | Maset de Can Ros             | Subirats                    | masia        |                                              | 41° 24′ 24″ N, 1° 49′ 27″ E / 41.4066884927839°N,1.82415379971488°E |                                            |                            | Modifica les dades a Wikidata |
|        | Maset de la Bardera          | Subirats                    | masia        |                                              | 41° 24′ 28″ N, 1° 47′ 11″ E / 41.4077458540605°N,1.78632819189145°E |                                            |                            | Modifica les dades a Wikidata |
|        | Maset del Curt               | Subirats                    | masia        | 1550                                         | 41° 22′ 45″ N, 1° 49′ 06″ E / 41.37917°N,1.81831°E ca:Al camí que de la urbanització Muntanya Rodona va a la N-340 en direcció a Cantallops.                                      |                                            |                            | Modifica les dades a Wikidata |
|        | Maset del Giró               | Subirats                    | masia        |                                              | 41° 23′ 41″ N, 1° 43′ 41″ E / 41.3948023649289°N,1.72796868480884°E 197 msnm |                                            | Maset del Giró             | Modifica les dades a Wikidata |
|        | Maset del Lleó               | Subirats                    | masia        |                                              | 41° 22′ 54″ N, 1° 46′ 52″ E / 41.3816873072228°N,1.7811920083245°E ca:A 1,2 km a l'oest de Sant Pau d'Ordal, carretera BV-2428 i camí terrer                                      |                                            |                            | Modifica les dades a Wikidata |
|        | Maset del Petxó              | Subirats                    | masia        |                                              | 41° 22′ 00″ N, 1° 48′ 36″ E / 41.3667838593442°N,1.80995078182905°E ca:A 600 metres al SE del Masset de la Massana, als Pujals d'en Ràfols                                        |                                            |                            | Modifica les dades a Wikidata |
|        | Masia Savall                 | Subirats                    | masia        | Estil: arquitectura popular 18th century     | 41° 23′ 50″ N, 1° 47′ 31″ E / 41.397269°N,1.792021°E ca:Carretera BV-2427, km 4,5, a 1,8 km (A l'oest de Can Rossell de la Costa. S'hi va per la Bardera)                         | bé cultural d'interès local                | Savall (Subirats)          | Modifica les dades a Wikidata |
|        | Masia i Molí de la Salada    | Subirats                    | masia        |                                              | 41° 22′ 52″ N, 1° 47′ 47″ E / 41.38124°N,1.79639°E ca:A prop del torrent de la Salada, al nord de Can Bas.                                                                        |                                            |                            | Modifica les dades a Wikidata |
|        | Molí d'en Guineu             | Subirats                    | masia        | 18th century                                 | 41° 25′ 51″ N, 1° 48′ 21″ E / 41.43076°N,1.80577°E ca:Darrera la masia de la Foradada al peu del riu Anoia                                                                        |                                            | Molí d'en Guineu           | Modifica les dades a Wikidata |
|        | cal Maristany                | Subirats                    | masia        | Estil: noucentisme 20th century              | 41° 23′ 51″ N, 1° 46′ 37″ E / 41.397586°N,1.776823°E ca:Lavern, ctra. BV-2428, km 4,85, a 700 m 200 msnm                                                                          | bé cultural d'interès local                | Cal Maristany (Subirats)   | Modifica les dades a Wikidata |
|        | el Maset                     | Subirats                    | masia        |                                              | 41° 23′ 13″ N, 1° 48′ 57″ E / 41.3869222250067°N,1.81585078884672°E |                                            |                            | Modifica les dades a Wikidata |
|        | el Maset del Parellada       | Subirats                    | masia        |                                              | 41° 24′ 13″ N, 1° 50′ 57″ E / 41.403582864484°N,1.8491971540917°E |                                            |                            | Modifica les dades a Wikidata |
|        | el Molí de Calç              | Subirats                    | masia        |                                              | 41° 23′ 24″ N, 1° 52′ 06″ E / 41.390062°N,1.868278°E |                                            |                            | Modifica les dades a Wikidata |
|        | el Vidrer                    | Subirats                    | masia        |                                              | 41° 23′ 35″ N, 1° 50′ 22″ E / 41.3931257770612°N,1.83946966913095°E |                                            |                            | Modifica les dades a Wikidata |
|        | l'Altra Casa                 | Subirats                    | masia        |                                              | 41° 25′ 34″ N, 1° 49′ 44″ E / 41.4259763942406°N,1.82888004321745°E |                                            |                            | Modifica les dades a Wikidata |
|        | la Bardera                   | Subirats                    | masia        | Estil: arquitectura popular 18th century     | 41° 24′ 09″ N, 1° 47′ 27″ E / 41.4025°N,1.790955°E ca:Els Casots, ctra. BV-2427, a l'oest de la urb. de Can Rossell 278 msnm                                                      | bé integrant del patrimoni cultural català | La Bardera                 | Modifica les dades a Wikidata |
|        | la Capella                   | Subirats                    | masia        |                                              | 41° 23′ 32″ N, 1° 50′ 24″ E / 41.3923473402691°N,1.8399858897796°E |                                            |                            | Modifica les dades a Wikidata |
|        | la Casa Llarga               | Subirats                    | masia        |                                              | 41° 23′ 18″ N, 1° 50′ 24″ E / 41.388320431866°N,1.83992591291618°E |                                            |                            | Modifica les dades a Wikidata |
|        | la Cuscona                   | Subirats                    | masia        | 20th century                                 | 41° 24′ 22″ N, 1° 44′ 52″ E / 41.4060975053768°N,1.74766803327639°E ca:Al final d'un camí que es desvia a l'esquerra des de la carretera BV-2154, abans de Ca l'Avi 197 msnm      |                                            | La Cuscona                 | Modifica les dades a Wikidata |
|        | la Foradada                  | Subirats                    | masia        | 16th century                                 | 41° 25′ 43″ N, 1° 48′ 29″ E / 41.4285362896859°N,1.80800985433864°E ca:A l'esquerra de la C-243b de Sant Sadurní a Gelida prop del polígon Lavernó                                |                                            | La Foradada (Subirats)     | Modifica les dades a Wikidata |
|        | la Salada                    | Subirats                    | masia        |                                              | 41° 24′ 46″ N, 1° 45′ 15″ E / 41.4128702902335°N,1.75423834790038°E |                                            |                            | Modifica les dades a Wikidata |
|        | la Serra                     | Subirats                    | masia        |                                              | 41° 23′ 34″ N, 1° 50′ 19″ E / 41.3928208637271°N,1.83870956481647°E |                                            |                            | Modifica les dades a Wikidata |

## muntanya
| imatge | Nom                        | Ubicat a                     | instància de | Detalls | coordenades                                                            | Protecció | Commons (més fotos)   | Dades a WD                    |
| ------ | -------------------------- | ---------------------------- | ------------ | ------- | ---------------------------------------------------------------------- | --------- | --------------------- | ----------------------------- |
|        | Muntanya dels Vidriers     | Subirats                     | muntanya     |         | 41° 23′ 14″ N, 1° 49′ 35″ E / 41.38722222°N,1.82647222°E 417.5 msnm    |           |                       | Modifica les dades a Wikidata |
|        | Pujals d'en Ràfols         | Subirats                     | muntanya     |         | 41° 21′ 57″ N, 1° 49′ 08″ E / 41.3659°N,1.81875°E 476.3 msnm           |           |                       | Modifica les dades a Wikidata |
|        | Turó de Can Docte          | Subirats                     | muntanya     |         | 41° 24′ 04″ N, 1° 49′ 44″ E / 41.40113889°N,1.82875°E 514.5 msnm       |           |                       | Modifica les dades a Wikidata |
|        | Turó de l'Oró              | Subirats Olesa de Bonesvalls | muntanya     |         | 41° 22′ 53″ N, 1° 51′ 21″ E / 41.38133333°N,1.85597222°E 575.5 msnm    |           |                       | Modifica les dades a Wikidata |
|        | Turó de les Mentides       | Subirats Olesa de Bonesvalls | muntanya     |         | 41° 22′ 30″ N, 1° 49′ 57″ E / 41.37497222°N,1.83238889°E 539.6 msnm    |           |                       | Modifica les dades a Wikidata |
|        | el Montcau                 | Gelida Subirats              | muntanya     |         | 41° 24′ 39″ N, 1° 51′ 57″ E / 41.410913°N,1.865831°E 644.7 msnm        |           | El Montcau (Subirats) | Modifica les dades a Wikidata |
|        | el Pi de les Quatre Soques | Subirats Olesa de Bonesvalls | muntanya     |         | 41° 23′ 06″ N, 1° 51′ 34″ E / 41.385°N,1.8595555555555556°E 564.3 msnm |           |                       | Modifica les dades a Wikidata |
|        | el Serral                  | el Pla del Penedès Subirats  | muntanya     |         | 41° 24′ 19″ N, 1° 43′ 40″ E / 41.4053°N,1.72764°E 223.1 msnm           |           |                       | Modifica les dades a Wikidata |
|        | el Serral                  | Subirats                     | muntanya     |         | 41° 23′ 20″ N, 1° 46′ 15″ E / 41.388784°N,1.770938°E 271 msnm          |           | El Serral de Lavern   | Modifica les dades a Wikidata |
|        | la Creueta                 | Subirats                     | muntanya     |         | 41° 24′ 14″ N, 1° 50′ 01″ E / 41.404°N,1.8335°E 527.7 msnm             |           |                       | Modifica les dades a Wikidata |
|        | la Guàrdia                 | Subirats                     | muntanya     |         | 41° 23′ 29″ N, 1° 47′ 26″ E / 41.3913°N,1.79044°E 384 msnm             |           | La Guàrdia (Subirats) | Modifica les dades a Wikidata |

## nucli de població
| imatge | Nom                      | Ubicat a            | instància de                                           | Detalls | coordenades | Protecció | Commons (més fotos)       | Dades a WD                    |
| ------ | ------------------------ | ------------------- | ------------------------------------------------------ | ------- | --- | --------- | ------------------------- | ----------------------------- |
|        | Cal Panxa                | els Casots Subirats | nucli de població nucli d'entitat singular de població | 21 hab  | 41° 24′ 20″ N, 1° 47′ 47″ E / 41.40558338°N,1.79650142°E 311 msnm                                                                      |           |                           | Modifica les dades a Wikidata |
|        | Corral del Mestre        | Subirats            | nucli de població                                      |         | 41° 24′ 14″ N, 1° 43′ 53″ E / 41.403926°N,1.731258°E                                                                                   |           | Corral del Mestre (nucli) | Modifica les dades a Wikidata |
|        | Pas de Piles             | Subirats            | nucli de població                                      |         | 41° 25′ 41″ N, 1° 48′ 47″ E / 41.428133148007205°N,1.813115574215335°E 103 msnm                                                        |           | Pas de Piles              | Modifica les dades a Wikidata |
|        | Torre-ramona             | Subirats            | nucli de població                                      |         | 41° 25′ 15″ N, 1° 49′ 14″ E / 41.4208107697223°N,1.82051254413006°E 149 msnm                                                           |           | Torre-ramona (nucli)      | Modifica les dades a Wikidata |
|        | el Carrer de Sant Isidre | Subirats            | nucli de població                                      |         | 41° 26′ 00″ N, 1° 49′ 23″ E / 41.433288°N,1.82306°E ca:Camí veïnal de Can Bosch a Can Rossell de la Llena, al NE del municipi 164 msnm |           | El Carrer de Sant Isidre  | Modifica les dades a Wikidata |
|        | el Rebato                | Subirats            | nucli de població                                      |         | 41° 25′ 33″ N, 1° 49′ 32″ E / 41.425817°N,1.825608°E 121 msnm                                                                          |           | El Rebato (Subirats)      | Modifica les dades a Wikidata |

## obra escultòrica
| imatge | Nom                                       | Ubicat a | instància de     | Detalls | coordenades                                                                                | Protecció | Commons (més fotos) | Dades a WD                    |
| ------ | ----------------------------------------- | -------- | ---------------- | ------- | ------------------------------------------------------------------------------------------ | --------- | ------------------- | ----------------------------- |
|        | Escultura de la Plaça del Centre (Lavern) | Subirats | obra escultòrica | 2004    | 41° 23′ 18″ N, 1° 46′ 24″ E / 41.38821°N,1.77326°E ca:Al centre de Lavern                  |           |                     | Modifica les dades a Wikidata |
|        | escultura de la plaça Subirats            | Subirats | obra escultòrica | 2003    | 41° 22′ 59″ N, 1° 47′ 44″ E / 41.38302°N,1.79566°E ca:Plaça de Subirats (Sant Pau d'Ordal) |           |                     | Modifica les dades a Wikidata |

## polígon industrial
| imatge | Nom                        | Ubicat a | instància de       | Detalls | coordenades                                                         | Protecció | Commons (més fotos) | Dades a WD                    |
| ------ | -------------------------- | -------- | ------------------ | ------- | ------------------------------------------------------------------- | --------- | ------------------- | ----------------------------- |
|        | Parc logístic Alt Penedès  | Subirats | polígon industrial |         | 41° 25′ 41″ N, 1° 49′ 10″ E / 41.4279795654371°N,1.81953307711923°E |           |                     | Modifica les dades a Wikidata |
|        | Polígon industrial Can Bas | Subirats | polígon industrial |         | 41° 24′ 15″ N, 1° 45′ 39″ E / 41.4041953458036°N,1.76082842733679°E |           |                     | Modifica les dades a Wikidata |
|        | Polígon industrial Lavernó | Subirats | polígon industrial |         | 41° 25′ 35″ N, 1° 48′ 23″ E / 41.4264299896133°N,1.80640883177216°E |           |                     | Modifica les dades a Wikidata |

## pont
| imatge | Nom                                             | Ubicat a | instància de | Detalls                         | coordenades                                                            | Protecció                                  | Commons (més fotos)                             | Dades a WD                    |
| ------ | ----------------------------------------------- | -------- | ------------ | ------------------------------- | ---------------------------------------------------------------------- | ------------------------------------------ | ----------------------------------------------- | ----------------------------- |
|        | Gual de Santa Margarida                         | Subirats | pont         |                                 | 41° 23′ 05″ N, 1° 45′ 58″ E / 41.3848048759796°N,1.76607631083295°E    |                                            |                                                 | Modifica les dades a Wikidata |
|        | Pont al Pas de Piles                            | Subirats | pont         | Travessa: Anoia                 | 41° 25′ 40″ N, 1° 48′ 56″ E / 41.427907°N,1.815534°E                   |                                            | Pont al Pas de Piles                            | Modifica les dades a Wikidata |
|        | Pont de Ca l'Artigues                           | Subirats | pont         | 1908 Travessa: riera de Lavernó | 41° 23′ 58″ N, 1° 46′ 02″ E / 41.39934659107146°N,1.7673021554946902°E |                                            | Pont de Ca l'Artigues                           | Modifica les dades a Wikidata |
|        | Pont de Cal Tifarro                             | Subirats | pont         |                                 | 41° 23′ 22″ N, 1° 45′ 38″ E / 41.3894474089728°N,1.76055835664421°E    |                                            |                                                 | Modifica les dades a Wikidata |
|        | Pont de Can Bou                                 | Subirats | pont         |                                 | 41° 24′ 19″ N, 1° 46′ 40″ E / 41.4053503978338°N,1.77786662397619°E    |                                            |                                                 | Modifica les dades a Wikidata |
|        | Pont de Fusta                                   | Subirats | pont         |                                 | 41° 24′ 34″ N, 1° 45′ 32″ E / 41.4095513777167°N,1.75884823217596°E    |                                            |                                                 | Modifica les dades a Wikidata |
|        | Pont sobre el torrent de Cantallops             | Subirats | pont         | Estil: arquitectura popular     |                                                                        | bé integrant del patrimoni cultural català |                                                 | Modifica les dades a Wikidata |
|        | pont sobre la riera de Sant Sebastià dels Gorgs | Subirats | pont         | Estil: arquitectura romànica    | 41° 23′ 08″ N, 1° 46′ 02″ E / 41.385485°N,1.767159°E                   | bé cultural d'interès local                | Pont sobre la riera de Sant Sebastià dels Gorgs | Modifica les dades a Wikidata |

## serra
| imatge | Nom                                     | Ubicat a                     | instància de | Detalls | coordenades                                                                                      | Protecció | Commons (més fotos)           | Dades a WD                    |
| ------ | --------------------------------------- | ---------------------------- | ------------ | ------- | ------------------------------------------------------------------------------------------------ | --------- | ----------------------------- | ----------------------------- |
|        | Muntanya de Can Mata del Racó           | Subirats                     | serra        |         | 41° 23′ 40″ N, 1° 48′ 14″ E / 41.394444°N,1.803944°E 421.6 msnm                                  |           | Muntanya de Can Mata del Racó | Modifica les dades a Wikidata |
|        | Serres de les Planes, Crestabocs i Riés | Subirats                     | serra        |         | 41° 21′ 56″ N, 1° 49′ 33″ E / 41.3656°N,1.82581°E ca:Sector meridional i de llevant del municipi |           |                               | Modifica les dades a Wikidata |
|        | serra de Crestabocs                     | Subirats                     | serra        |         | 41° 22′ 47″ N, 1° 49′ 49″ E / 41.379825°N,1.83028611°E                                           |           |                               | Modifica les dades a Wikidata |
|        | serra de Riés                           | Olesa de Bonesvalls Subirats | serra        |         | 41° 21′ 38″ N, 1° 49′ 26″ E / 41.36066667°N,1.82377778°E 542.2 msnm                              |           |                               | Modifica les dades a Wikidata |
|        | serra de les Planes                     | Olesa de Bonesvalls Subirats | serra        |         | 41° 22′ 42″ N, 1° 50′ 37″ E / 41.37836111°N,1.84352778°E 575.5 msnm                              |           |                               | Modifica les dades a Wikidata |
|        | serra del Pi de Moió                    | Subirats                     | serra        |         | 41° 24′ 14″ N, 1° 50′ 01″ E / 41.404°N,1.8335°E 527.7 msnm                                       |           |                               | Modifica les dades a Wikidata |

## torre de sentinella
| imatge | Nom                    | Ubicat a | instància de                                  | Detalls                      | coordenades                                                                                                  | Protecció                      | Commons (més fotos)            | Dades a WD                    |
| ------ | ---------------------- | -------- | --------------------------------------------- | ---------------------------- | --- | ------------------------------ | ------------------------------ | ----------------------------- |
|        | Torrota d'en Pasteres  | Subirats | torre de sentinella estructura arquitectònica | 13rd century                 | 41° 25′ 05″ N, 1° 49′ 03″ E / 41.417951°N,1.817399°E ca:Al sud-oest del nucli de Torre-ramona 190 msnm       | bé cultural d'interès nacional | Torrota d'en Pasteres          | Modifica les dades a Wikidata |
|        | Torrota de Can Llopart | Subirats | torre de sentinella                           | Estil: arquitectura romànica | 41° 24′ 29″ N, 1° 48′ 01″ E / 41.4081°N,1.80023°E ca:Carretera BV-2427, km 4,3, prop de Can Llopart 332 msnm | bé cultural d'interès local    | Torre de Can Llopart           | Modifica les dades a Wikidata |
|        | Torrota del Moro       | Subirats | torre de sentinella vil·la romana             |                              | 41° 23′ 20″ N, 1° 45′ 46″ E / 41.389°N,1.76279°E ca:Lavern, a 300 m de Ca l'Almirall 211 msnm                | bé cultural d'interès local    | La Torrota del Moro (Subirats) | Modifica les dades a Wikidata |

## torre de telegrafia òptica
| imatge | Nom                 | Ubicat a          | instància de               | Detalls                     | coordenades | Protecció                                            | Commons (més fotos)            | Dades a WD                    |
| ------ | ------------------- | ----------------- | -------------------------- | --------------------------- | --- | ---------------------------------------------------- | ------------------------------ | ----------------------------- |
|        | Torre de l'Ordal    | Subirats Cervelló | torre de telegrafia òptica | 1854                        | 41° 23′ 42″ N, 1° 52′ 29″ E / 41.394879°N,1.874685°E ca:Antiga ctra. N-340, port de l'Ordal                       | bé d'interès cultural bé cultural d'interès nacional | Torre de l'Ordal               | Modifica les dades a Wikidata |
|        | Torre de la Guàrdia | Subirats          | torre de telegrafia òptica | Estil: arquitectura popular | 41° 23′ 28″ N, 1° 47′ 26″ E / 41.391219°N,1.790578°E ca:Dalt del Turó de la Guàrdia, al nord de Sant Pau d'Ordal. | bé cultural d'interès local                          | Torre de la Guàrdia (Subirats) | Modifica les dades a Wikidata |

## Misc
| imatge | Nom                                      | Ubicat a                  | instància de                         | Detalls                                                                           | coordenades | Protecció                                            | Commons (més fotos)               | Dades a WD                    |
| ------ | ---------------------------------------- | ------------------------- | ------------------------------------ | --------------------------------------------------------------------------------- | --- | ---------------------------------------------------- | --------------------------------- | ----------------------------- |
|        | Al·legoria al vi i la vinya              | Subirats                  | monument                             |                                                                                   | 41° 25′ 35″ N, 1° 48′ 07″ E / 41.42630533337086°N,1.802050375430831°E                                                                                     |                                                      | Al·legoria al vi i la vinya       | Modifica les dades a Wikidata |
|        | Estació de Lavern-Subirats               | Subirats                  | baixador                             |                                                                                   | 41° 23′ 45″ N, 1° 46′ 05″ E / 41.395713888889°N,1.7681777777778°E                                                                                         |                                                      | Lavern-Subirats train station     | Modifica les dades a Wikidata |
|        | Flandes dels Casots                      | Subirats                  | indret                               | Estat: bon estat                                                                  | 41° 23′ 48″ N, 1° 44′ 37″ E / 41.39664°N,1.74367°E ca:Prop dels Casots                                                                                    |                                                      |                                   | Modifica les dades a Wikidata |
|        | Llopart                                  | Subirats                  | celler                               | 1385                                                                              | 41° 24′ 34″ N, 1° 48′ 09″ E / 41.409513°N,1.802477°E ca:Carretera de Sant Sadurní d'Anoia a l'Ordal km 4                                                  |                                                      | Caves Llopart                     | Modifica les dades a Wikidata |
|        | Masellot de Lavern                       | Subirats                  | drac                                 | 2019                                                                              | |                                                      |                                   | Modifica les dades a Wikidata |
|        | Molí d'en Coloma                         | Subirats                  | molí d'aigua                         | Estil: arquitectura popular 18th century                                          | 41° 25′ 43″ N, 1° 49′ 48″ E / 41.428683°N,1.830083°E ca:Ctra. C-243, km 15,1, a 1.000 m                                                                   | bé cultural d'interès local                          | Molí d'en Coloma                  | Modifica les dades a Wikidata |
|        | Molí de Cal Terra                        | Subirats                  | molí de vent                         | 20th century Estat: bon estat                                                     | 41° 24′ 18″ N, 1° 46′ 34″ E / 41.40497°N,1.77616°E ca:Prop de la masia de Cal Terra, a la zona de Can Batista. 169 msnm                                   |                                                      | Molí de Cal Terra                 | Modifica les dades a Wikidata |
|        | Monestir de Santa Isabel                 | Subirats                  | monestir                             |                                                                                   | 41° 23′ 50″ N, 1° 45′ 58″ E / 41.39732251280268°N,1.7661809921264648°E Lavern                                                                             |                                                      | Monestir de Santa Isabel (Lavern) | Modifica les dades a Wikidata |
|        | Parc de Subirats                         | Subirats                  | jardí públic                         | 2005                                                                              | 41° 22′ 59″ N, 1° 47′ 45″ E / 41.38301°N,1.79589°E ca:Sant Pau d'Ordal                                                                                    |                                                      |                                   | Modifica les dades a Wikidata |
|        | Torre Ramona                             | Subirats                  | palau castell                        | Estil: arquitectura gòtica arquitectura del Renaixement arquitectura popular 1517 | 41° 25′ 17″ N, 1° 49′ 11″ E / 41.42138889°N,1.81972222°E ca:C-243b (Gelida a Sant Sadurní), km 15,5 138 msnm                                              | bé d'interès cultural bé cultural d'interès nacional | Torre Ramona                      | Modifica les dades a Wikidata |
|        | avenc d'Ordal                            | Subirats                  | avenc                                |                                                                                   | 41° 24′ 21″ N, 1° 50′ 01″ E / 41.405849182501°N,1.83372797785057°E                                                                                        |                                                      |                                   | Modifica les dades a Wikidata |
|        | bassa a la Plaça de Subirats             | Subirats                  | bassa                                | 20th century                                                                      | 41° 23′ 01″ N, 1° 47′ 47″ E / 41.38349°N,1.79638°E ca:Al nucli de Sant Pau d'Ordal, al costat del Forn Cal Xim, davant del Centre Agrícola                |                                                      |                                   | Modifica les dades a Wikidata |
|        | casa consistorial de Subirats            | Subirats                  | casa consistorial                    |                                                                                   | 41° 22′ 57″ N, 1° 47′ 40″ E / 41.3824498°N,1.7945775°E Sant Pau d’Ordal                                                                                   |                                                      | Town hall of Subirats             | Modifica les dades a Wikidata |
|        | castell de Subirats                      | Subirats                  | castell                              | Estil: arquitectura romànica                                                      | 41° 24′ 57″ N, 1° 49′ 03″ E / 41.4158°N,1.8175°E ca:Accés des dels Casots 303 msnm                                                                        | bé d'interès cultural bé cultural d'interès nacional | Castell de Subirats               | Modifica les dades a Wikidata |
|        | cementiri de Lavern                      | Subirats                  | cementiri                            |                                                                                   | 41° 23′ 53″ N, 1° 46′ 01″ E / 41.39801062600602°N,1.7670607566833498°E                                                                                    |                                                      | Lavern cemetery                   | Modifica les dades a Wikidata |
|        | creu del Maset del Lleó                  | Subirats                  | creu monumental                      | Estil: arquitectura popular                                                       | 41° 23′ 02″ N, 1° 47′ 07″ E / 41.383894°N,1.785284°E ca:Intersecció entre la carretera de Lavern a Sant Pau d'Ordal (BV-2428) i camí del maset d'en Lleó. | bé integrant del patrimoni cultural català           | Creu del Maset del Lleó           | Modifica les dades a Wikidata |
|        | jaciment dels Casots                     | Subirats                  | jaciment paleontològic               |                                                                                   | 41° 24′ 55″ N, 1° 48′ 26″ E / 41.4153°N,1.80717°E 270 msnm                                                                                                | bé d'interès cultural bé cultural d'interès nacional | Jaciment dels Casots              | Modifica les dades a Wikidata |
|        | la Guàrdia                               | Subirats                  | vèrtex geodèsic                      | Alt: 1.2m                                                                         | 41° 23′ 28″ N, 1° 47′ 25″ E / 41.391148°N,1.790303°E 388.186 msnm                                                                                         |                                                      |                                   | Modifica les dades a Wikidata |
|        | la Guàrdia                               | Sant Pau d’Ordal Subirats | nucli d'entitat singular de població | 65 hab                                                                            | 41° 23′ 17″ N, 1° 47′ 28″ E / 41.38806951°N,1.79099992°E 329 msnm                                                                                         |                                                      |                                   | Modifica les dades a Wikidata |
|        | pedrera de l'Ordal                       | Subirats                  | pedrera                              |                                                                                   | 41° 23′ 56″ N, 1° 52′ 31″ E / 41.3989480631082°N,1.87519380283919°E                                                                                       |                                                      |                                   | Modifica les dades a Wikidata |
|        | plaça de l'1 d'octubre                   | Sant Pau d’Ordal          | plaça                                |                                                                                   | 41° 22′ 57″ N, 1° 47′ 40″ E / 41.382574480555554°N,1.7945709°E                                                                                            |                                                      |                                   | Modifica les dades a Wikidata |
|        | pèlags de l'antiga bòbila de Can Rossell | Subirats                  | zona humida pedrera                  | 20th century                                                                      | 41° 23′ 59″ N, 1° 48′ 31″ E / 41.39963°N,1.8086°E ca:100 m a l'est de Can Puig (Can Rossell) i al sud de les restes de la Bòbila                          |                                                      |                                   | Modifica les dades a Wikidata |
|        | xemeneia de la Bòbila de Can Rossell     | Subirats                  | xemeneia de fàbrica                  | 20th century                                                                      | 41° 24′ 04″ N, 1° 48′ 37″ E / 41.40111°N,1.81033°E ca:Intersecció de la carretera BV-2427 amb camí de la urbanització de Can Rossell                      |                                                      |                                   | Modifica les dades a Wikidata |